# Византийская фортификация

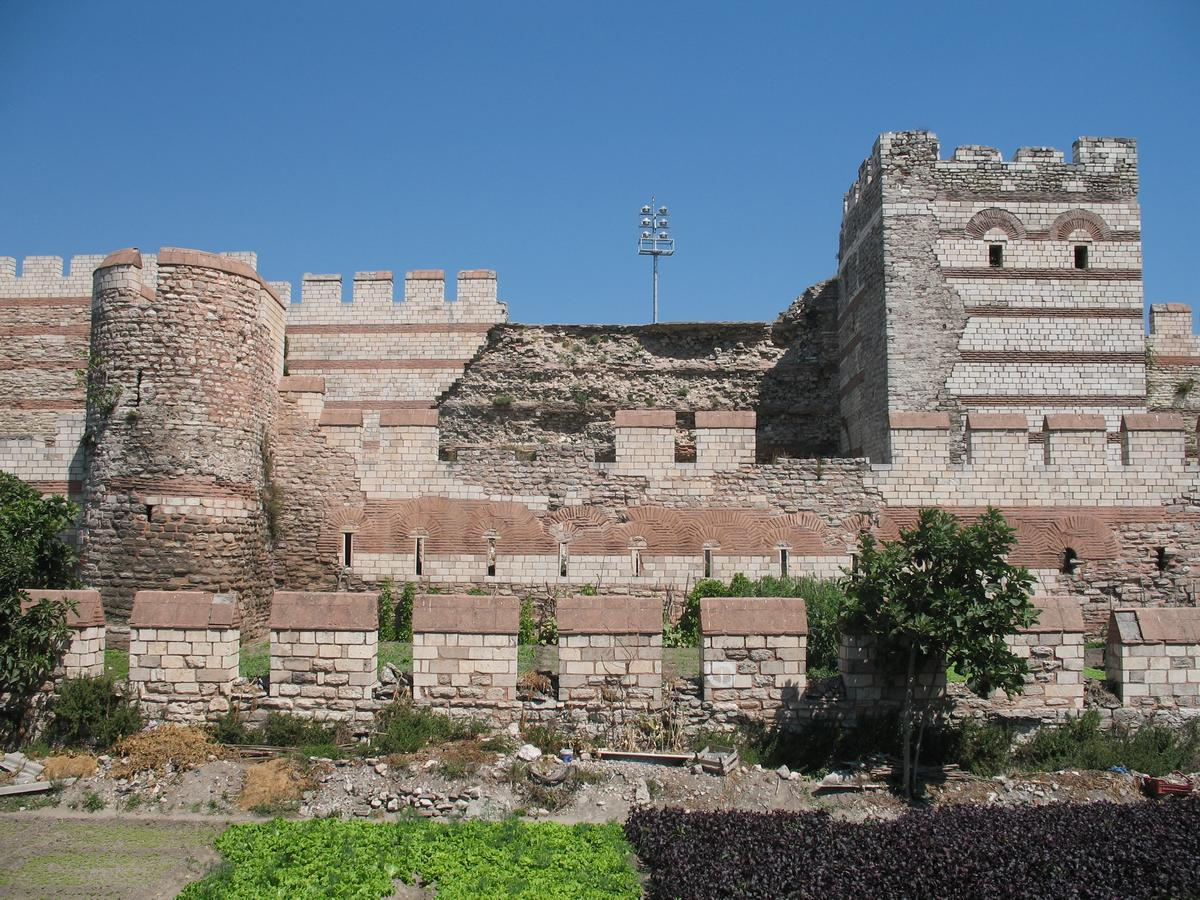
Стены Константинополя, начало V века

Византийская фортификация — это оборонительные сооружения, созданные в период существования Византийской империи. Основным типом укреплений были городские стены, что типично для средневековой фортификации. Фортификации могли быть связаны с тем или иным городом, охватывая его центральную часть, или быть отдельно стоящими. Вопросы обустройства военных лагерей и строительства укреплений рассматриваются во многих военных руководствах, относящихся преимущественно к раннему и среднему периодам византийской истории. Крепости могли иметь до трёх линий укреплений. Разграничение между крепостями и укреплёнными поселениями условно и проводится исследователями по-разному, исходя из различных методологических соображений. Нередко мощными укреплениями обладали византийские монастыри.
В Римской империи основу оборонительной системы составляли укреплённые границы-лимесы, а внутренние города дополнительной защитой не располагали. В результате варварских вторжений III века и с обострением отношений с сасанидской Персией картина начала меняться. В IV веке новые крупные крепости появились на Балканах и на границе с Персией. Наиболее мощными городскими стенами обладала столица империи, Константинополь. Внутри стен городов и монастырей жители укрывались во время осады. Отдельные форты и башни возводились вне городов для защиты стратегических дорог и как место укрытия сельского населения. Отдельные оборонительные стены, такие как Гексамилион поперёк Коринфского перешейка, строили для защиты труднодоступных областей. В ранней историографии для региона восточного Средиземноморья выделяли два основных периода в развитии фортификации. Первый, начавшийся в правление императора Валериана I в ответ на нападения готов и герулов на города Малой Азии, продолжался примерно до середины 330-х годов. На основании нарративных источников, прежде всего трактата «О постройках» Прокопия Кесарийского, кульминацию второго периода ранневизантийской фортификации относят к царствованию Юстиниана I и его предшественника Анастасия I. Юстиниан придавал огромное значение обороне империи. Возведённые в ходе предпринятой им масштабной программы строительства укрепления превосходят количественно все прочие сооружения вместе взятые. Починка и перестройка стен, повышение стратегической эффективности укреплений происходили непрерывно по всей империи. Помимо укрепления городов, было построено огромное количество фортов вдоль границы; только вдоль Дуная упоминается более 600 укреплений. При Юстиниане I деятельность по укреплению границ была сосредоточена, прежде всего, в районе различных лимесов. Относительно более слабые в Италии, они были более развиты вдоль Дуная, Евфрата и в Африке. На Балканах укрепления были призваны воспрепятствовать нападениям с определённых направлений. Так, стена Анастасия защищала Константинополь и его окрестности, а стена через Галлипольский полуостров в Херсонесе Фракийском препятствовала вторжениям варваров из Европы в Азию. Длинная стена в Диррахии защищала Эгнатиеву дорогу и города на ней.
Для средне- и поздневизантийского города характерно наличие кастрона — крепости, где находились дворцы правителей и епископа, и с которым город как правило отождествлялся. Императоры из династии Комнинов вели активную внешнюю политику и строили много крепостей на Балканах и в Азии. В ходе войн с сельджуками они отвоевали почти всё побережье Малой Азии, однако отсутствие сильного флота не позволяло обеспечить контроль над территориями, кроме как средствами фортификации. Укрепления данного периода представляют преимущественно прибрежные крепости и укреплённые базы (аплектоны). Последние столетия существования Византии отмечены частыми войнами. В XIII веке основное внимание было приковано к Балканам — до 1261 года Никейская империя занималась отвоёвыванием Константинополя, затем войнами против Сербии. Желая обезопасить свои владения, Ласкариды вели активное военное строительство в Малой Азии, тогда как Палеологи уделяли основное внимание Балканам. Основным видом укреплений стали стены прежних эпох, восстановленные и перестроенные таким образом, чтобы минимальными силами можно было организовать защиту городов.

## Историческое развитие

### Римская фортификация

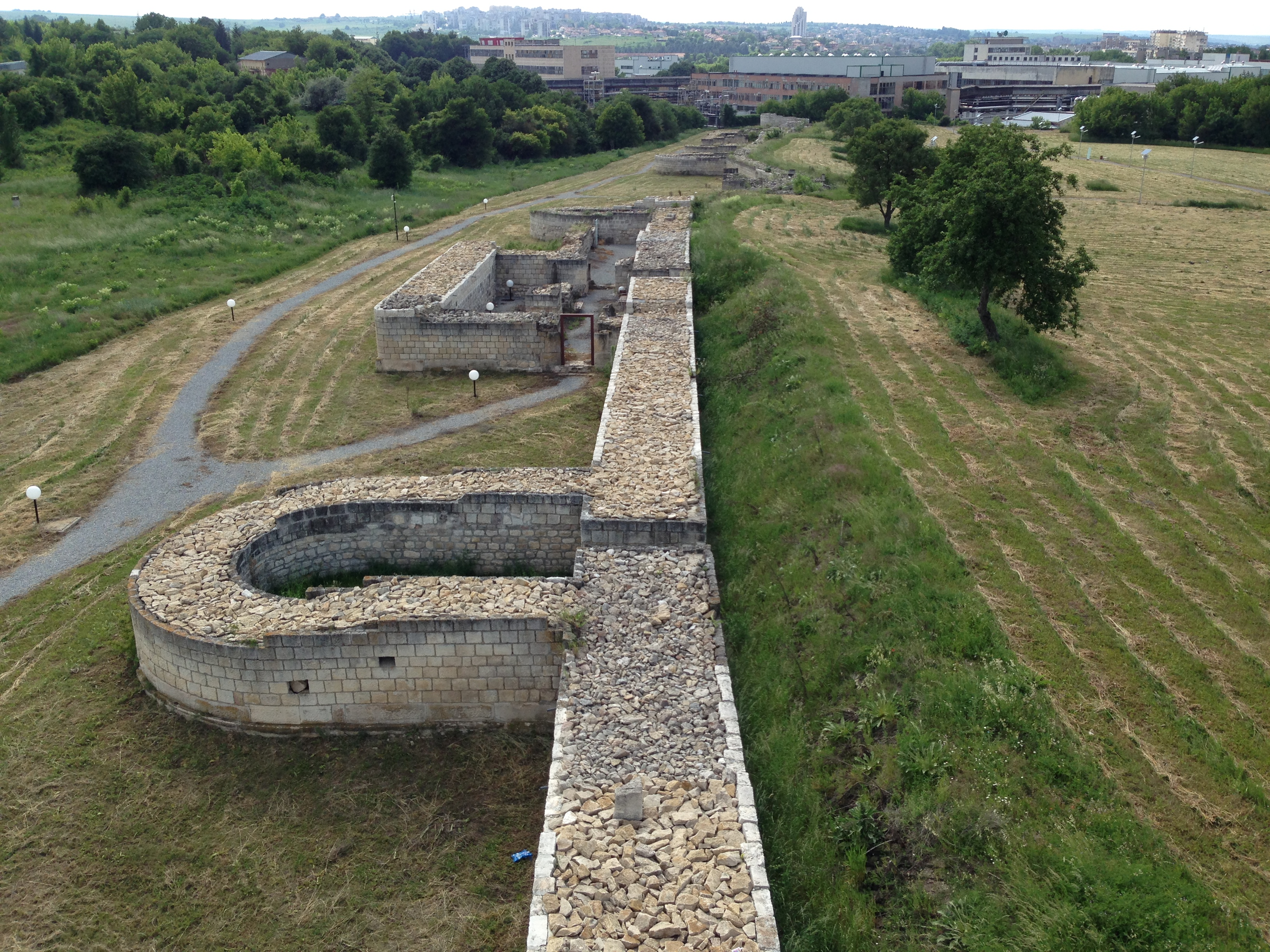
Фундаменты южной стены крепости Абритус, Мёзия (первая половина IV века)

К началу I тысячелетия Римская империя охватывала практически всё Средиземноморье и значительную часть Европы. Примерно в правление императора Октавиана Августа (27 до н. э. — 14) римская оборонительная политика приняла консервативный характер, сосредоточившись на сохранении завоёванных территорий. Армия была преобразована, и большая часть легионов была перемещена к границам. В результате была создана огромная цепь приграничных гарнизонов, известная как лимес. В каждом отдельном случае применение той или иной оборонительной технологии определялось соображениями экономической целесообразности. В большинстве случаев оптимальным выбором было строительство стен со рвами и башнями. Римские укрепления того периода были простыми полевыми базами, без сооружений активной обороны, назначением которых была поддержка войсковых операций. Во времена Римской республики военные лагеря строились преимущественно квадратными в плане, что, как считалось, было наиболее удобно с точки зрения обороны. Они не предназначались для длительной обороны, и только на востоке, где империи противостоял серьёзный противник — Персия, — ситуация была несколько иной. Как отмечает немецкий археолог Х. фон Петриковиц, фортификация востока Римской империи и Африки значительно отличается от западноевропейской римской фортификации.

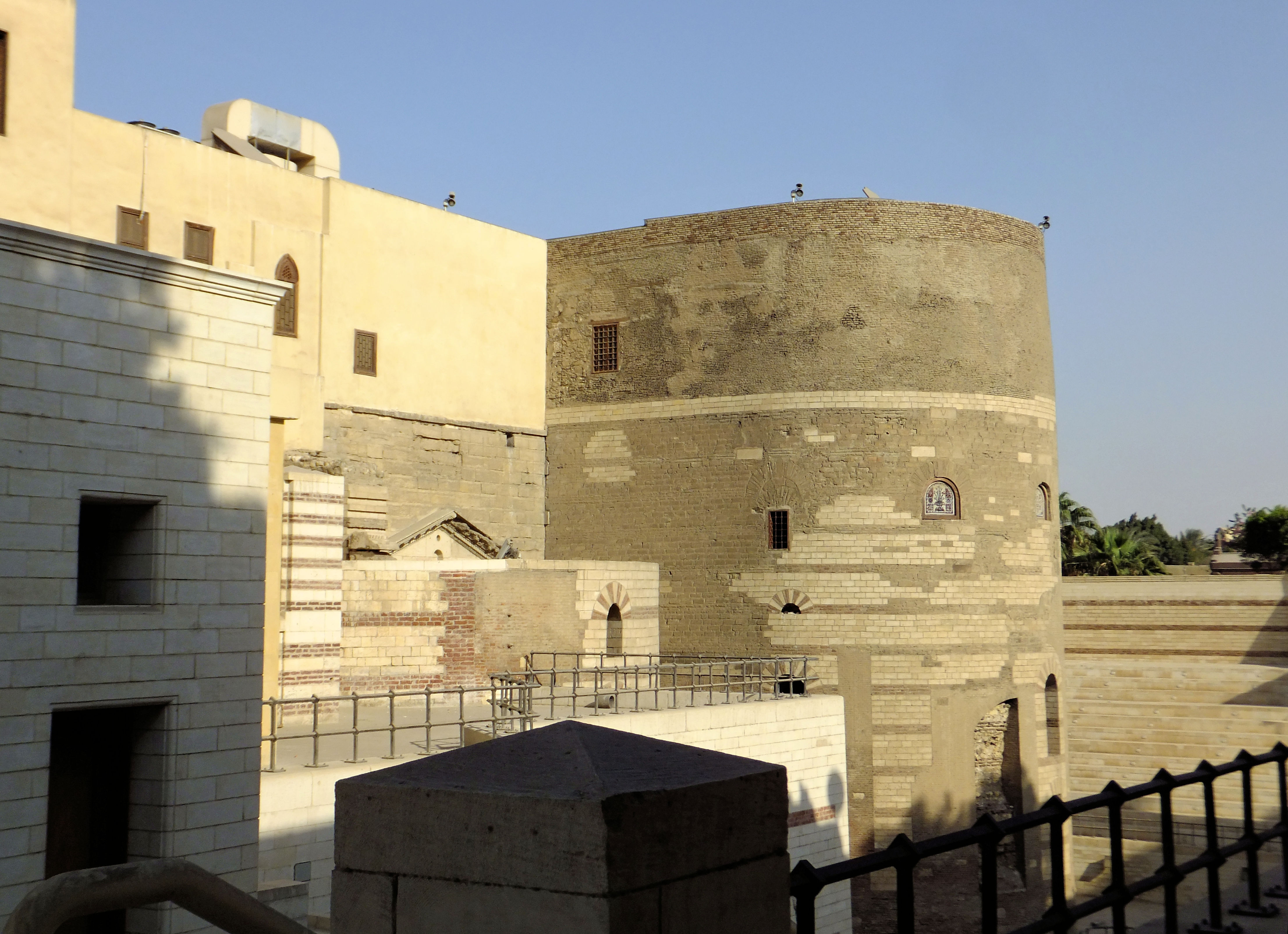
Выступающая башня крепости Вавилон в Каире

Внутренние сооружения римских крепостей располагались в центре укреплённой области, на равном расстоянии от стен. В начале I века начался переход к прямоугольной планировке с выделением трёх частей: претентура (praetentura), центр и ретентура (retentura). На некотором расстоянии от стен выкапывались рвы и устраивались земляные насыпи. При Августе и его преемниках действовала специальная фортификационная комиссия, представлявшая императору на утверждение проекты крепостей. При строительстве крепости над воротами устанавливалась надпись с именем императора, в правление которого произошло строительство, а также указывались должностные лица, непосредственно отвечавшие за выполнение работ. Подробно принципы фортификации излагаются во второй книге трактата Витрувия. Согласно археологическим данным, в городских укреплениях и военных лагерях использовалось три типа башен: круглые, квадратные и многоугольные. Башни зачастую выступали за периметр стен. В середине I века земляно-деревянные крепости начали сменяться каменными. Характерной особенностью лагерей со времён Траяна стало расположение башен с внутренней стороны укреплений. При императоре Адриане (117—138) было построено множество лагерей и сторожевых башен по всей территории империи. Тенденцией первой половины II века стало постепенное выдвижение наружу башен у ворот, тогда как промежуточные и угловые всё ещё располагались внутри стен. Выступающие башни давали лучший обзор и позволяли защититься от подкопов. Башням, первоначально квадратным, в позднеримский период стали чаще придавать круглую, полукруглую или многоугольную формы. Полукруглые башни было проще строить, и они известны со времён Августа; в Западной Европе круглые башни получили распространение при Константине Великом. Получивший широкое распространение тип скруглённых (U-образных) башен был известен уже при Марке Аврелии и Луции Вере. Такие же укрепления продолжили строить в III—IV веках, и построенные при Диоклетиане крепости в Египте мало отличались от крепостей в Сирии, Палестине или дунайских провинциях. Однако, как отмечает британский археолог Арнольд Лоуренс, не все известные в Европе типы башен встречаются в Азии и Африке.
В период стабильного существования империи Рим больше не нуждался в стенах для своей защиты. Новые обнесённые стенами города появлялись в северо-западных провинциях, но на востоке городские укрепления не строились, а те, что были построены в эпоху эллинизма, приходили в упадок. Ранняя историография для региона восточного Средиземноморья временем возобновления фортификационной деятельности называла, как правило, правление императора Валериана I (253—260), когда готы и герулы начали разорять города Балкан и Малой Азии. Хотя для таких утверждений не было убедительных доказательств, исследователи конца XIX — начала XX веков не видели иного объяснения тому факту, что на строительство стен шли, преимущественно, обломки статуй и храмов. По их мнению, только страх перед варварскими ордами мог заставить римлян разрушать свои святыни. По эпиграфическим данным в 260-е годы были отремонтированы стены многих провинциальных столиц. В настоящее время военная опасность и повсеместный упадок в течение периода «кризиса III века» в качестве единственной причины сооружения укреплений подвергается сомнению. Были выявлены многочисленные случаи, когда возводимые стены не соответствовали непосредственным оборонительным потребностям и являлись скорее предметами монументального искусства. С тех пор, как оборонительные армии переместились к границам империи, ранее созданные городские стены утратили свои защитные функции и обрели символическое значение разделителя внешнего и внутреннего пространства города. Ряд исследователей рассматривали стены в контексте символизма императорской власти, требующей дополнительного утверждения в эпоху политической нестабильности. Примерами такого рода считаются избыточно декорированные стены галло-римских городов, например, стены Ле-Мана. В относительно мирный период первой половины IV века стены, целиком сложенные из сполий, получил Афродизиас. По мнению американского археолога Питера Де Стеблера (Peter D. De Staebler), в отсутствие явной военной угрозы отдать приказ разрушать могилы местные власти могли только ради подтверждения статуса города. Наличие укреплений повышало престиж городов, и причиной их появления могло быть также повышение статуса города, как у Никомедии, ставшей столицей империи при Диоклетиане.

### Стены и башни IV—V веков

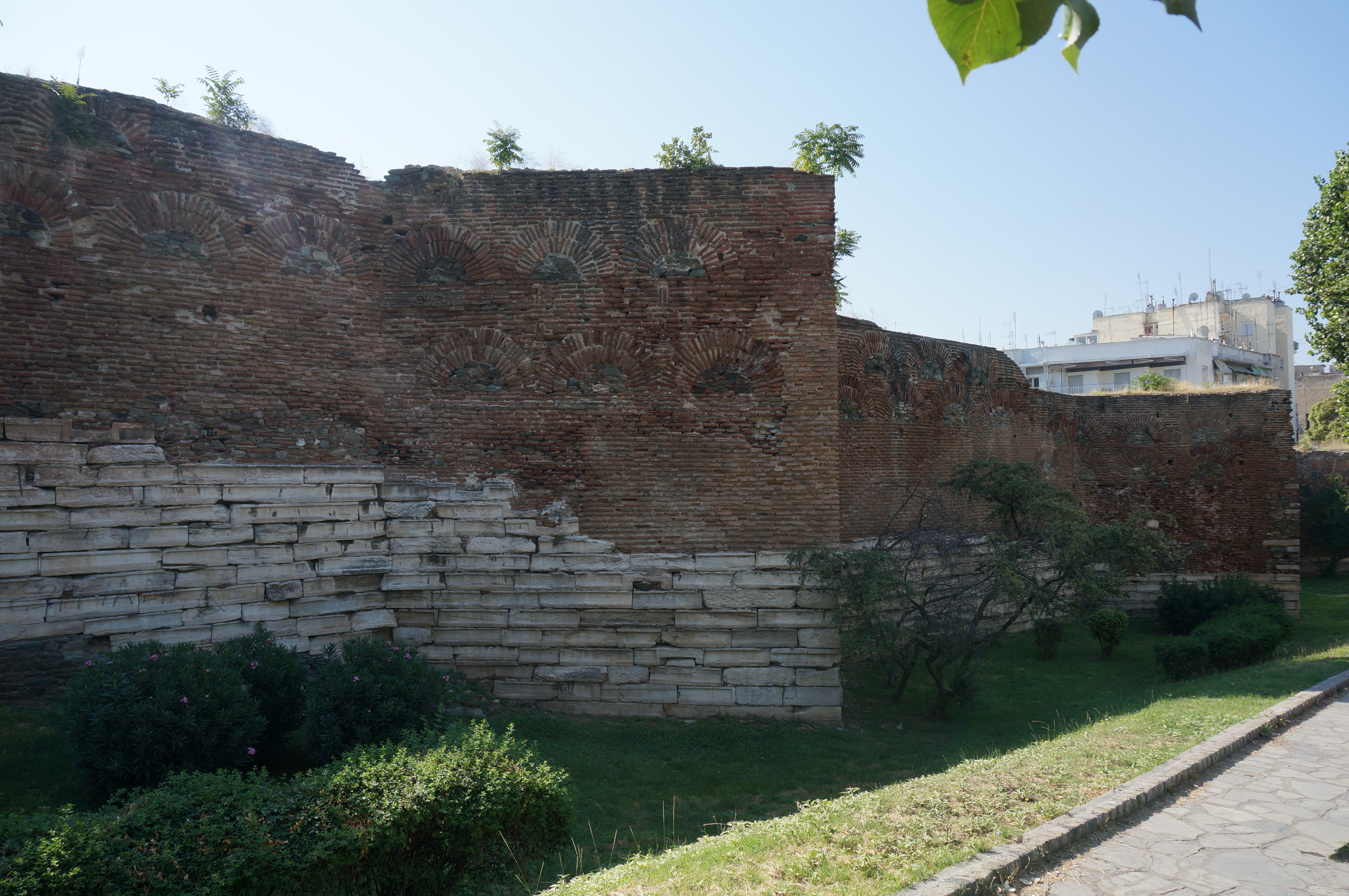
Стены Фессалоник. Видны остатки старой кладки

Одной из главных тенденций в архитектуре начиная со второй половины III века стала потребность в обеспечении защиты городов. По-видимому, одной из первых, в конце 260-х годов, мощные стены получила Никея. Стены, высота которых достигала 9 метров, на равномерном расстоянии разделялись выступающими башнями, между парами которых помещались ворота. Вероятно, на вершины башен устанавливались катапульты. U-образные башни диаметром 8—9 метров находятся на расстоянии 60—70 метров друг от друга, сложены из скреплённого раствором бутового камня и полностью облицованы кирпичом. В Афинах новые стены, превратившие Акрополь в крепость, были построены незадолго до нападения герулов в 267 году, по современным представлениям, в правление Валериана или его сына Галлиена. В значительной части стена опирается на фундаменты древних построек и включает в себя стою Аттала. Для облицовки афинской стены использовались преимущественно сполии, и зачастую можно идентифицировать строения, из которых они были взяты. В середине IV века при императоре Юлиане (либо в VI веке при Юстиниане) стены Валериана были реконструированы, следующий импульс фортификации в Греции придали землетрясение 375 года и поражение при Адрианополе в 378 году. Согласно легенде, достигнутый результат произвёл огромное впечатление на вождя вестготов Алариха в 396 году и заставил того искать примирения с афинянами. Археологические данные выявили некоторые разрушения в районе Агоры, что указывает на имевшие место осады.

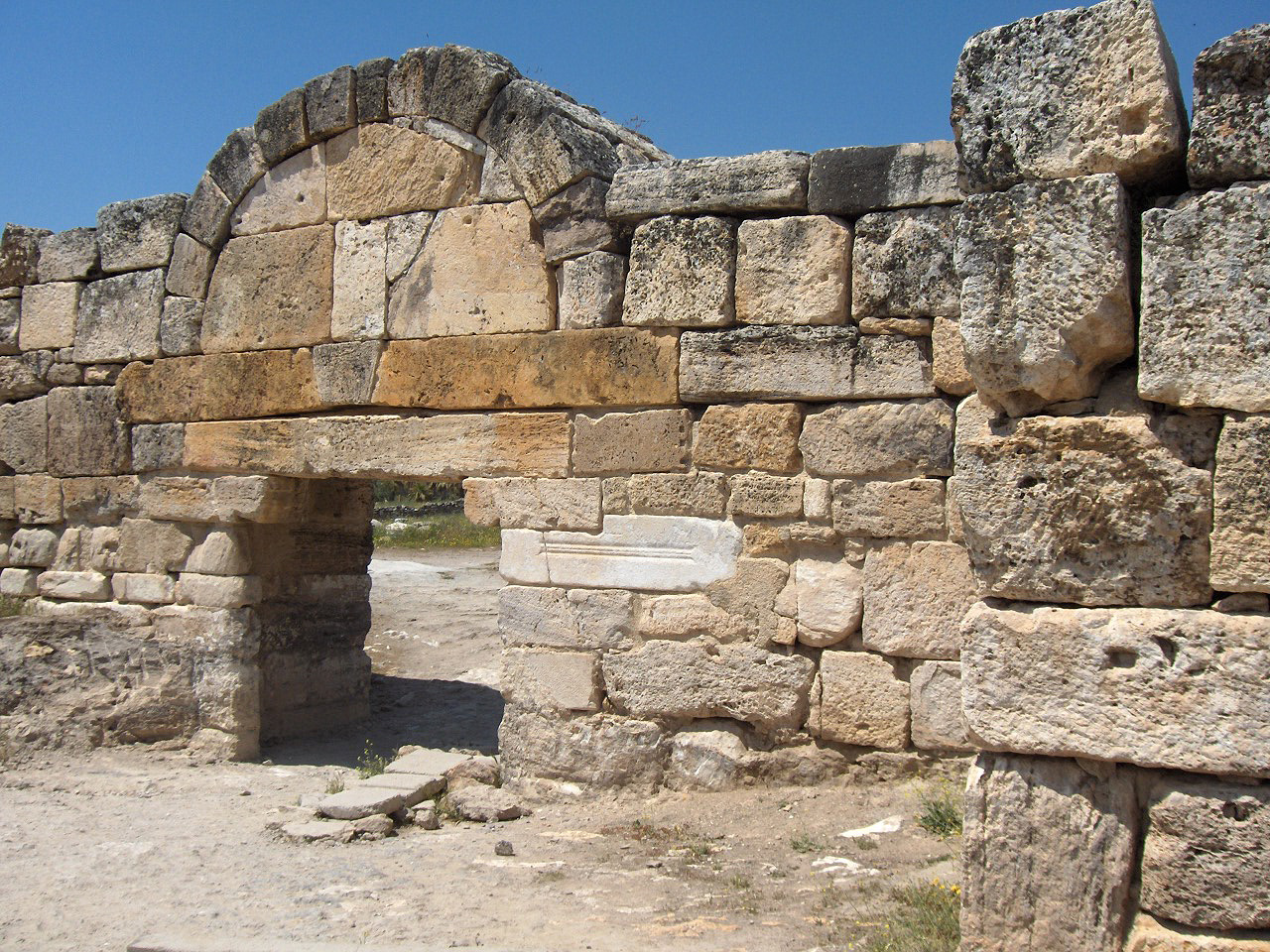
Южные ворота Иераполя. Виден типичный для ворот позднеантичного периода тимпан

Длинные стены, которыми при Диоклетиане обзавелась Никомедия, значительно пострадали из-за мощного землетрясения 358 года. Кладка небольшой сохранившейся части этих стен демонстрирует разнообразие использованных строительных приёмов с использованием грубо обработанного камня и кирпича. Нарративные источники не позволяют проследить дальнейшую судьбу стен, и уже в конце XIX века русские путешественники не могли отделить укрепления византийского периода от османских. Обширная программа фортификации Фессалоник проходила в несколько этапов. Древнейшей является внутренняя часть 8-километровых городских стен. Датировка стен представляет проблему. По-видимому, их строительство было начато в связи с варварскими нашествиями середины III века, а в конце того же века при Галерии либо к концу IV века они были реконструированы. Ранние башни имели прямоугольную форму, позднее были добавлены треугольные, составляющие особенность стен Фессалоник. На рубеже IV века были восстановлены важнейшие крепости Дунайского лимеса, в частности — существовавшая с начала II века база XI Клавдиева легиона Доростол (современная Силистра). Реконструкцию крепостей на Балканах продолжили преемники Диоклетиана. О внимании императора Юлиана к защите Фракии и Дакии сообщают Клавдий Мамертин и Аммиан Марцеллин. В правление Валента II дунайскую границу посещал оратор Фемистий, отметивший строительство там новых и укрепление старых фортов и стен.
Выделяют три типа развития ранневизантийских укреплений в Греции:
- стены получил только акрополь (Эпидавр, Спарта);
- смешанный тип с фортификацией акрополя и предместий (Афины);
- и вариант с защитой только предместий (Коринф)[34].

Хотя период со второй половины IV века до начала 400-х годов был относительно мирным, крепости многих провинциальных столиц были построены именно тогда. При императоре Феодосии I (379—395) непосредственная опасность для империи, возникшая после поражения при Адрианополе в 378 году, была устранена, но готы всё ещё оставались на Балканах. В отличие от своих предшественников, рассматривавших Константинополь как «транзитный лагерь», Феодосий избрал столицу Восточной империи своей постоянной резиденцией. В крупных городах Греции — Коринфе, Спарте и многих других — строительство укреплений началось только после ухода Алариха. В отличие от Афин, древние стены Коринфа никогда не перестраивались и не реконструировались. Заложенная в начале V века новая линия укреплений значительно уступала предыдущему сооружению, но превосходила афинские стены и защищала весь древний город, кроме Акрокоринфа. Последний, располагаясь отдельно, продолжал использоваться как убежище для горожан. В Спарте в византийский период был укреплён только акрополь, ради чего были разобраны близлежащие древние сооружения. Тогда же был построен Гексамилион — оборонительная стена, построенная поперёк Коринфского перешейка для защиты единственной сухопутной дороги, связывавшей Пелопоннес с остальной частью материковой Греции. Сооружение включало в себя не менее 68 башен и несколько крепостей. Толщина стен достигала 3 метров, а их высота — 8 метров. О единственной известной крепости сообщается, что из двух её ворот одни функционировали как формальный вход в Пелопоннес. Стена была сложена из скреплённых известковым раствором булыжников и обтёсанных каменных блоков. Неизвестно, как долго продолжалось строительство, но о его важности можно судить по масштабу постройки, являющейся самым крупным археологическим объектом в Греции. Практически каждое значимое здание в регионе было повреждено или разрушено либо для добычи камня, как это было с истмийским храмом Посейдона, либо сожжено для получения извести, как храм Геры в Перахоре. Та же судьба постигла большинство древних изваяний Коринфа. В тот же период Малая Азия подверглась нашествию гуннов, доходивших до Антиохии. Возведение стен в Писидии и Памфилии, возможно, было связано с нападениями исавров. Хорошо сохранившиеся километровые стены Сиде, отделяющие полуостров, на котором расположен город от остальной части Малой Азии, были построены в эллинистический период, но активно перестраивались позднее.

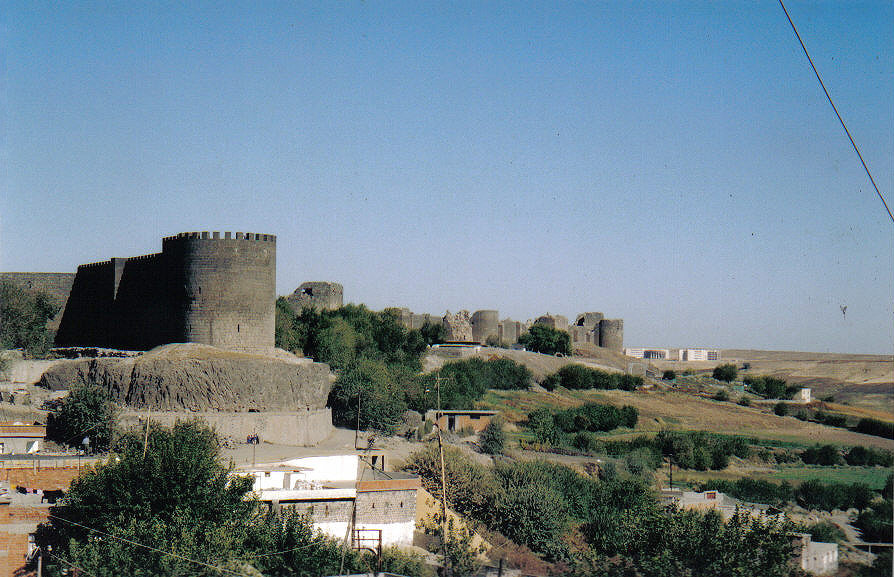
Стены Амиды, построенные Констанцием II перед осадой города в 359 году, когда город был захвачен сасанидским царём Шапуром II

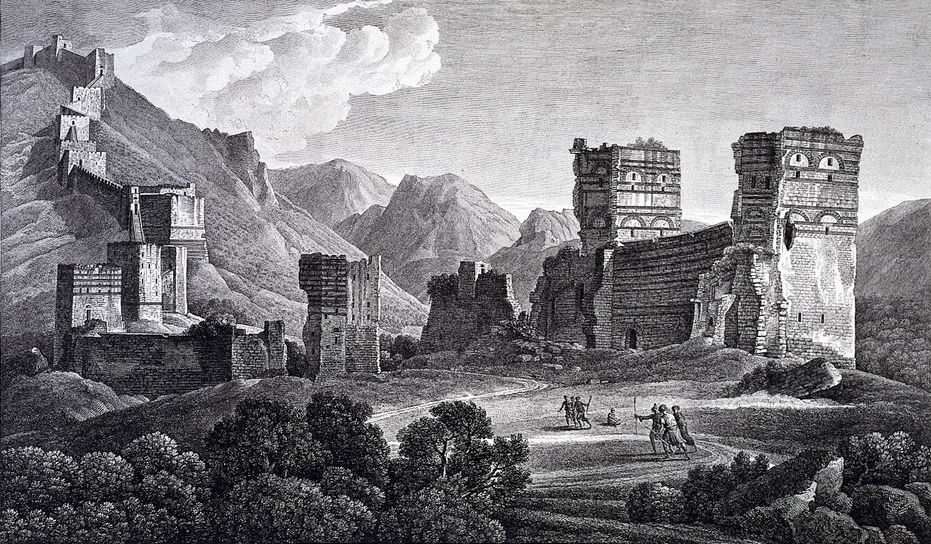
Руины стен Антиохии, гравюра Касса, Луи-Франсуа, 1799

Крупнейшим фортификационным проектом поздней античности стали стены Константинополя. Их планирование началось ещё в 380-х годах при императоре Феодосии I, но из реализованного в его царствие сохранилась только триумфальная арка, получившая позднее название Золотые ворота. Дальнейшие этапы строительства пришлись на правление Феодосия II (401—450): 6,5 километра Наземных стен построили в 405—413 годах, ещё 25 лет заняло строительство Морских стен. В результате внутри стен оказалась территория площадью 650 гектаров. Стены Феодосия включают внутреннюю и внешнюю линии обороны, а также ров, общей шириной от 27 до 55 м. При строительстве использовались высококачественные материалы, ряды из небольших аккуратных каменных блоков перемежались пятью рядами кирпичной кладки. Разнообразные башни и арки, большинство из которых перестроены в позднейшие эпохи, смотрятся очень гармонично. Трёхэтажные внутренние башни на нижнем уровне имеют амбразуры для стрельбы из лука, второй этаж был предназначен для баллист, а третий для катапульт.
Перед лицом варварских нашествий и с сокращением финансовых возможностей изменялась оборонительная стратегия империи. Недостаточность предоставляемой приграничными укреплениями защиты сделала обеспечение безопасности частным делом. В V веке появляется категория построек смешанного назначения: укреплённых частных резиденций, церковных или монастырских комплексов. К VI веку стены, наряду с церквями, стали отличительным признаком византийского города. Среди древних городов Северной Греции, получивших стены в византийский период, — Верия, Китрос, Платамон, Врия во Фракии, Рендина, Сере, Драма, Филиппы, Христуполис (современная Кавала), Топир, Анастасиуполис - Перитеорион, Мосинополис, Комотини, Траянополь и Дидимотихон. В этих и других случаях византийский город либо сменяет позднеантичный на том же месте, либо ограничивает стенами его часть.
Эдиктом 396 года (Cod. Theod. 15.1.34) обязанность финансирования городских укреплений была возложена на местные власти. На Востоке при Константине Великом и Констанции II были построены или восстановлены крепости в Ассосе, Амиде и множество укреплений в районе Евфрата и Аравийского лимеса. К 400 году программа фортификации городов Малой Азии была завершена. Одновременно с Константинополем мощные стены получила Антиохия. Судя по сохранившимся изображениям, они были сопоставимы со стенами столицы. Стены малоазийских провинциальных столиц, таких как Афродизиас и Сарды, также облицовывали камнем. Характерными особенностями стен небольших городов является их не очень большой периметр, оставляющий незащищённой значительную часть населения, переиспользование материалов из более старых построек и незначительное число защитных башен. Участки, примыкающие к воротам и, собственно, ворота, строились более тщательно. Иногда, как в случае северных ворот Блаундоса, ворота дополнительно оформлялись архитравами и другими декоративными элементами. В период, когда внутренние города империи не подвергались угрозе нападения, городские ворота служили наглядным выражением их богатства и статуса. Утратив военную функцию, они продолжали иметь значение как образующий элемент городского пространства, подчёркивая важность проходящих через них улиц, неся религиозные, административные и экономические функции. С возобновлением военной опасности вновь распространилась простая схема устройства ворот в виде узкого прохода с двумя башнями по бокам. В некоторых городах были восстановлены ворота эпохи эллинизма, в ряде других использовался сходный дизайн. Все башни основных ворот Феодосиевых стен Константинополя имели прямоугольную форму, так же, как и в случае Блаундоса, северных и южных ворот Иераполя, западных ворот Афродизиаса и северо-западных ворот Сагалассос. В большинстве случаев привратные укрепления IV—VII веков образовывали передний двор. Кроме того, городские ворота, как правило, имели декоративные украшения, а в некоторых случая принимали вид последовательно расположенных арок. Такие нефункциональные элементы обуславливались церемониальным значением ворот, их значением как места ритуальной встречи вступающего в город правителя, сохранявшимся до XIII века. Возведённые при Зиноне (474—491) укрепления Амория относят к проектам, спонсированным императорами.

### Укрепления времён Анастасия I и Юстиниана I

#### Балканы и Иллирия

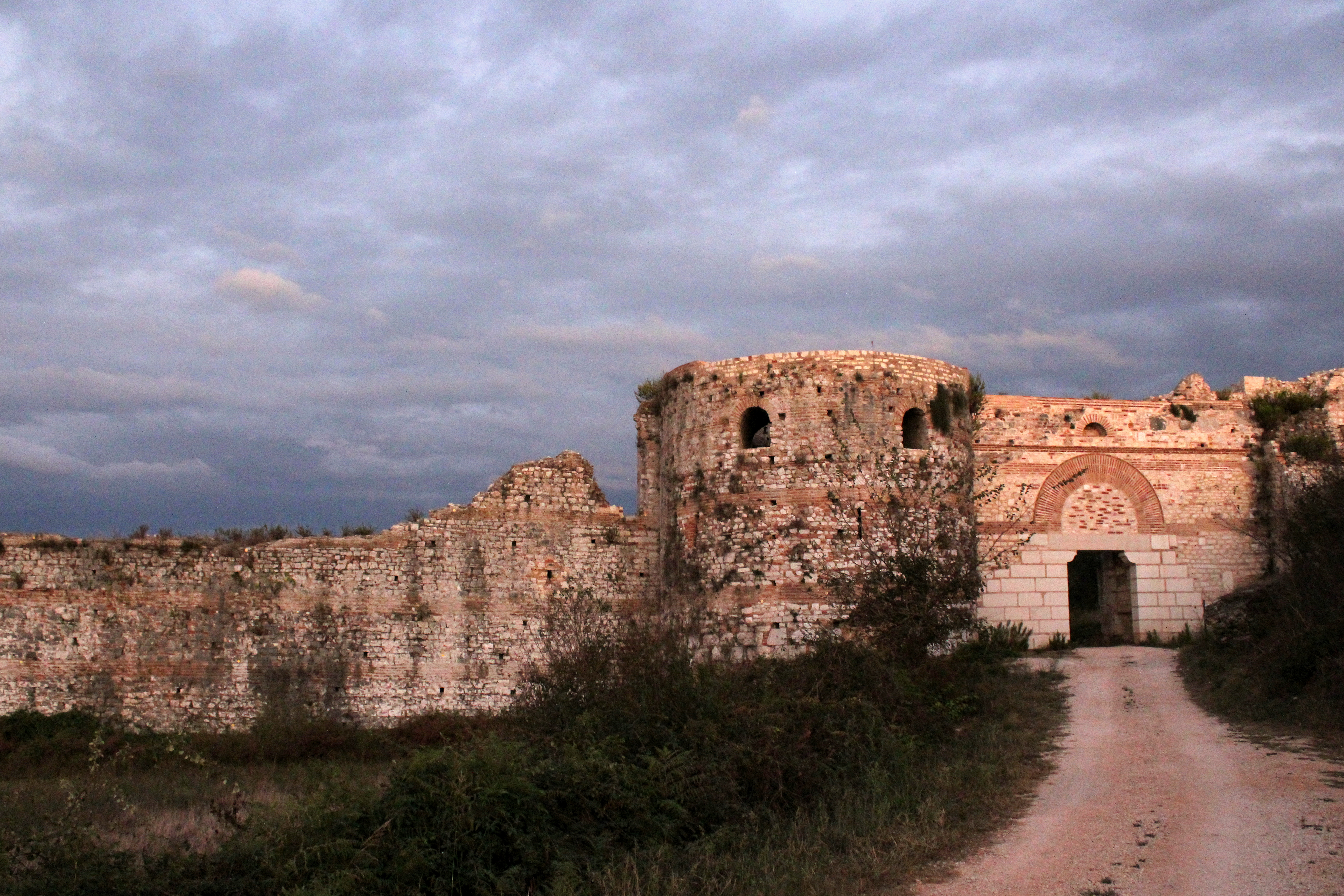
Стены и башни Никополя

В IV—VI веках для обеспечения защиты от вторжений варваров было построено несколько защитных стен. По образцу Claustra Alpium Iuliarum начала IV века были возведены барьеры в Греции и на Балканах, носившие техническое название «длинные стены» (др.-греч. Μακρὸν τεῖχος). Наиболее масштабными из них были фракийские Длинные стены. По наиболее распространённой версии они были построены Анастасием I (491—518), но предлагается также датировка серединой V века. Они располагались в 74 км к западу от Константинополя и протянулись на 58 км от Чёрного моря до Мраморного. В сохранившихся частях стена сложена из блоков известняка и песчаника с отдельными включениями метаморфических пород. Толщина куртины составляет от 1,8 до 3,2 м, а высота достигает 4,5 м над поверхностью земли и до 2,5 м вглубь. Вероятно, изначально высота стен была до 10 м. В точках изменения направления стен размещены массивные выступающие на 11,5 м башни, чаще пятиугольной, реже шестиугольной формы. Между ними на расстоянии 80—120 м друг от друга располагаются прямоугольные башни существенно меньшего размера. Практически на всём протяжении стена представляет собой «сэндвич» из булыжника между облицовкой из тёсаного камня с внутренней и наружной сторон. Видимо, при Анастасии возобновились работы на Дунайском лимесе — при нём были перестроены стены в Истрии, Томисе и Ратиарии. Император Юстиниан I (527—565) укрепил Сердику, Наиссус, Пауталию, Траянополис, Августа-Траяна и многие другие поселения. Стена в Гортине была перестроена в 539 году в консульство Флавия Апиона. Описывая одно из строительных достижений Юстиниана, Прокопий Кесарийский в своём панегирике «О постройках» писал:

…император Юстиниан, для которого, раз он пожелал, совершенно невыполнимое делается легко доступным, тотчас решил это местечко преобразовать в город, дать ему крепкие стены, всеми другими сооружениями придать ему важность и, украсив, сделать его богатым городом. И мысль императора превратилась в дело. Воздвиглась кругом чудесно созданная городская стена, и внезапно изменилась вся судьба округи. Земледельцы, покинув свои плуги, живут, как граждане, применяя уже не деревенские обычаи, но городской образ жизни. Они ежедневно посещают городскую площадь, ведут собрания и споры о собственных нуждах, для общих нужд устраивают рынок и совершают все остальное, что служит достоинством для города.— Прокопий Кесарийский. О постройках, VI.VI.13—16, пер. С. П. Кондратьева

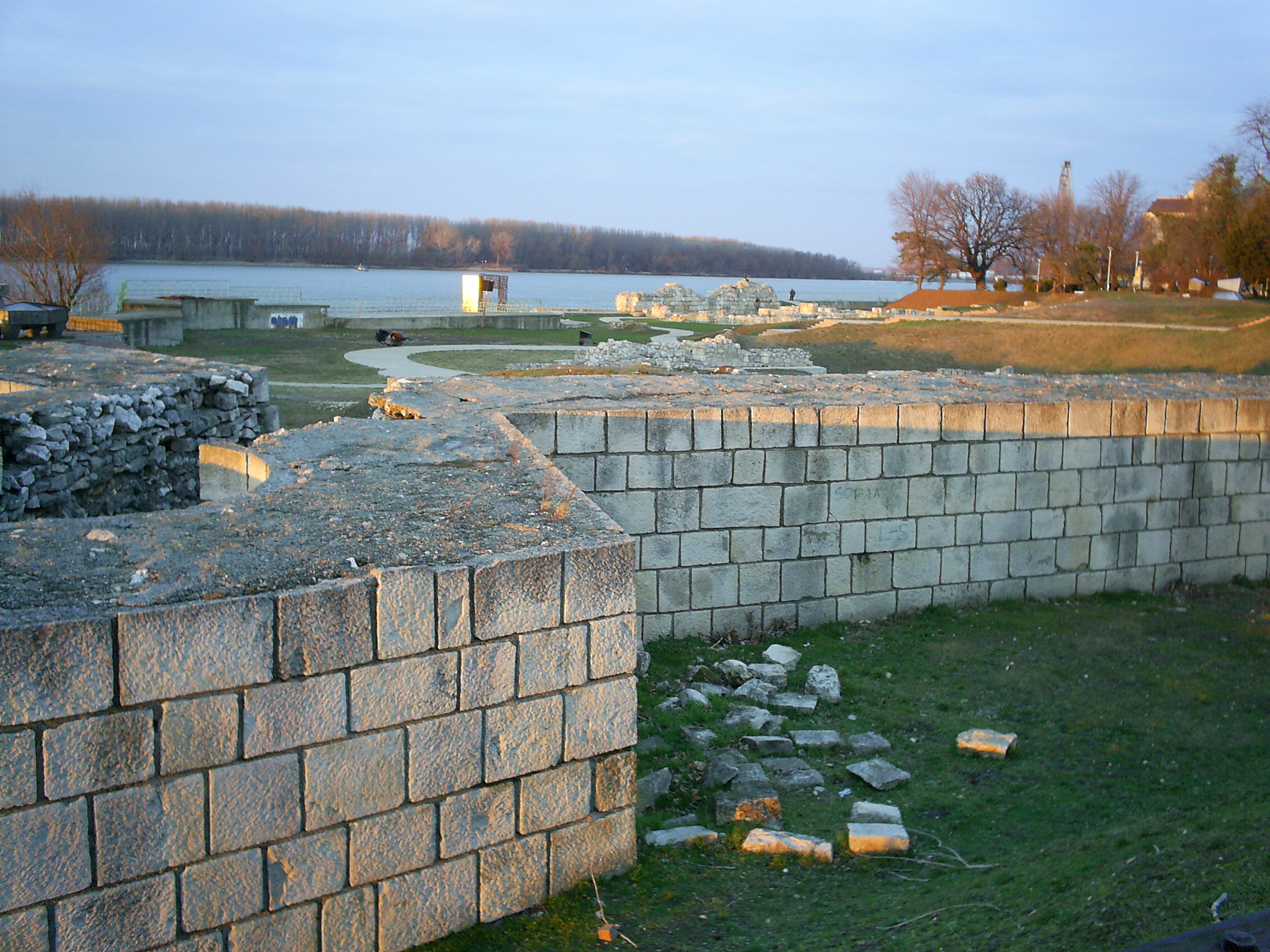
Фундаменты стен и башен Доростола

Крупнейшие строительные проекты на Балканах были осуществлены при личном участии императоров. Важнейший порт Адриатического моря и родной город Анастасия Диррахий получил солидные кирпичные стены, а Юстиниан на месте своего рождения основал новый город с тремя оборонительными контурами. К наиболее хорошо сохранившимся на Балканах относятся ранневизантийские стены Никополя, ставшего при Диоклетиане столицей провинции Старый Эпир. Они охватывают примерно шестую часть территории римского поселения эпохи Августа. Традиционно, на основании свидетельства Прокопия, стены Никополя относят к царствованию Юстиниана, но надёжных подтверждений тому нет. Использованная технология с чередованием бутовой кладки пятью рядами кирпича идентична применявшейся в начале V века в Константинополе. Никополь пережил все варварские нашествия и существовал, как минимум, до IX века. Хорошо сохранились 600 метров его западной стены с круглыми угловыми, прямоугольными промежуточными и подковообразными привратными башнями. Необычная схема с использованием ритмично повторяющихся башен, пятиугольных снаружи и цилиндрических внутри, была применена при строительстве крепости на месте римского Доростола.

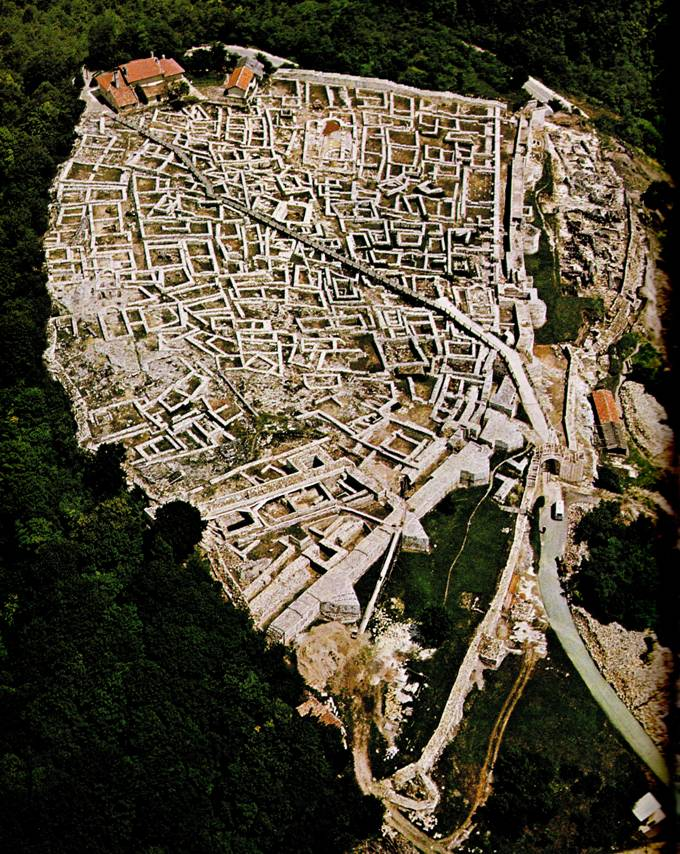
Панорама Шуменской крепости

Помимо укреплений названных выше крупных городов, в V—VI веках на Балканах было создано беспрецедентное количество небольших крепостей. Типологически они варьируются от небольших castella, более крупных castra и значительных укреплённых поселений oppidula и oppida. В IV книге трактата «О постройках», посвящённой деятельности Юстиниана на Балканах, перечисляется более 600 мест, где были построены или восстановлены укрепления; из них надёжно идентифицирована только небольшая часть. По мнению Э. Гиббона, «они большей частью состояли из каменных или кирпичных башен, которые возвышались посреди квадратной или кругообразной площадки, окружённой стеной или рвом, и служили в минуту опасности убежищем для крестьян и для рогатого скота из соседних деревень». В связи со скудостью археологических данных оценка Э. Гиббона считается в целом верной, поскольку небольшой размер крепостей соответствовал имеющимся на тот момент угрозам со стороны не имеющих осадных технологий варваров. Почти все перечисленные Прокопием крепости были восстановленными, а не новыми. Раскопки болгарских археологов, начиная с И. Велкова в 1930-х годах, позволили уточнить эти представления, выявив крепости в таких крупных деревнях, как Садовско кале. В ходе многолетних исследований к началу XXI века выявлено около 1000 позднеантичных и ранневизантийских укреплений на территории Иллирии. Для объяснения причин их появления были предложены разнообразные теории, включая контроль над сетью дорог, создание протяжённых оборонительных линий или временных убежищ для населения. Часть крепостей была построена в римскую эпоху в устьях притоков Дуная и включена в Дунайский лимес. Дискуссионным остаётся вопрос, имели ли такие памятники исключительно военное значение или представляли собой укреплённые деревни без постоянного военного гарнизона. Ряд исследователей склоняются ко мнению, что, помимо фортификационного значения, они нередко имели и экономические функции, и полагают, что это был основной тип поселений в VI веке на Балканах. Подтверждением того, что укрепления относились к сельским поселениям, а не к гарнизонам, являются обнаруженные в ходе раскопок женские и детские захоронения, сельскохозяйственные орудия, а также остатки храмов. Учитывая, что большинство укреплённых поселений находятся достаточно высоко, вплоть до высоты 1500 метров над уровнем моря, исследователи предполагают, что их появление, как и соответствующее перемещение населения, связаны с варварскими нашествиями. По-видимому, одновременно менялись занятия населения, переходившего от растениеводства к животноводству и добыче полезных ископаемых. Сторонником противоположной точки зрения, согласно которой большинство балканских крепостей являются военными фортами, является американский археолог Флорин Курта. По его мнению, надёжно датируемых VI веком свидетельств пребывания больших групп крестьян в балканских фортах нет, а имеющиеся следы сельскохозяйственной деятельности носят вспомогательный характер. Находки монет и керамики могут быть связаны с распределением в войсках анноны.
Ранневизантийские укрепления на Балканах строились с учётом рельефа местности и редко имели предписываемую классической теорией прямоугольную форму. Как отмечает болгарский археолог Димитр Овчаров, это было проявлением не упадка фортификационного искусства, а, напротив, его развития. Крепости могли иметь совершенно различную форму, начиная от стены, перегораживающей изгиб меандра или мыс, до произвольной замкнутой ломаной. Небольшая площадь крепостей предполагала компактную внутреннюю застройку с казармами, караульными помещениями и резервуарами для воды. Некоторые крепости, такие как Шуменская, включали плотную жилую застройку и церковь. Толщина стен в среднем составляет около 2 м, что соответствует рекомендациям военных руководств. Стены высокогорных укреплений редко имели больше 1 метра в толщину и, располагаясь на склонах, не могли быть очень высокими. Примером относительно крупного укреплённого поселения являются Марковы Кули на горе Водно в Северной Македонии. Это поселение сильно вытянуто и состоит из двух обнесённых стенами частей. Многочисленные массивные башни имеют треугольную, четырёх-, пяти- и многоугольную форму.
Рассказ Прокопия о деятельности Юстиниана в Греции является частью IV книги и не очень подробен. Вначале он сообщает о Фракии, в Эпире упоминает перестройку Никополя, восстановление Фотики и Фойники и постройку не названного по имени города, куда император переселил жителей Эвройи; этот последний город обычно отождествляют с Яниной. После Эпира Прокопий переходит к Этолии и Акарнании, но не сообщает ничего конкретного о постройках в этом регионе. Следующий затем рассказ о Фермопилах достаточно подробен. После этого Прокопий сообщает о делах в центральной Греции и на Пелопоннесе. Там укрепления уже давно, согласно историку, пришли в упадок, но Юстиниан восстановил стены всех городов. В этом контексте Прокопий упоминает Коринф, Афины и Платеи. Для защиты всех городов полуострова был целиком укреплён Коринфский перешеек, и, возможно, поэтому Прокопий не сообщает более ничего о городах Пелопоннесса. После этого обзор идёт вдоль восточного побережья полуострова, более подробно останавливаясь на Фессалии, к которой автор ошибочно причисляет Диоклетианополь. Упоминается реконструкция укреплений Эхинея, Фив, Фарсал, Деметриаса и других. После повествования Прокопия об Эвбее следует лакуна неопределённой длины, после чего текст возобновляется рассказом о Македонии. Неизвестно, сколько тут утрачено текста, но о Македонии сообщается мало — упоминается о Длинной стене через полуостров Паллена, перестройке города Кассандрия и постройке крепости в устье реки Аксиос. В целом в строительстве балканских укреплений не прослеживается стратегической программы, и без надлежащих гарнизонов крепости Юстиниана не смогли воспрепятствовать набегам славян и гуннов вплоть до южных оконечностей полуострова.

#### Укрепление восточного лимеса

План квадрибургия Дейр эль-Кахф

На востоке Византия унаследовала от Римской империи limes Orientalis, состоящий из двух частей — Армянского (limes Armenicus) и Аравийского лимесов (limes Arabicus). Северные укрепления строились преимущественно на пустом месте по регулярной гипподамовой системе, тогда как южные больше опирались на особенности местности и старые набатейские поселения. С началом римско-персидских войн в III—IV веках Аравийский лимес был укреплён. Оборонительная система представляла собой цепочку соединённых Strata Diocletiana фортов, из которых основными были Сура, Ореса и Пальмира. С течением времени система размещения крепостей менялась: если вначале гарнизоны контролировали потенциальные направления вторжения персидской армии, то на более позднем этапе крепости строили вдоль Евфрата, используя реку как естественную защиту. К концу III века персидская угроза возросла, и легионерские крепости и квадрибургии (quadriburgium) того времени построены довольно небрежно, видимо, вследствие спешки. Начиная с IV века Римская империя начала переходить от стратегии статичной обороны к привлечению сил своих арабских союзников-федератов. В 529 году, в ходе реформ Юстиниана I, управление восточным лимесом было разделено между военными магистрами Армении и Аравии. При Юстиниане армия стала более мобильной и больше не использовала форты в качестве мест постоянной дислокации войск. При императоре Ираклии (610—641) многие оставленные римлянами крепости были заняты гассанидами, которым бала доверена охрана границы, а затем христианскими монастырями.

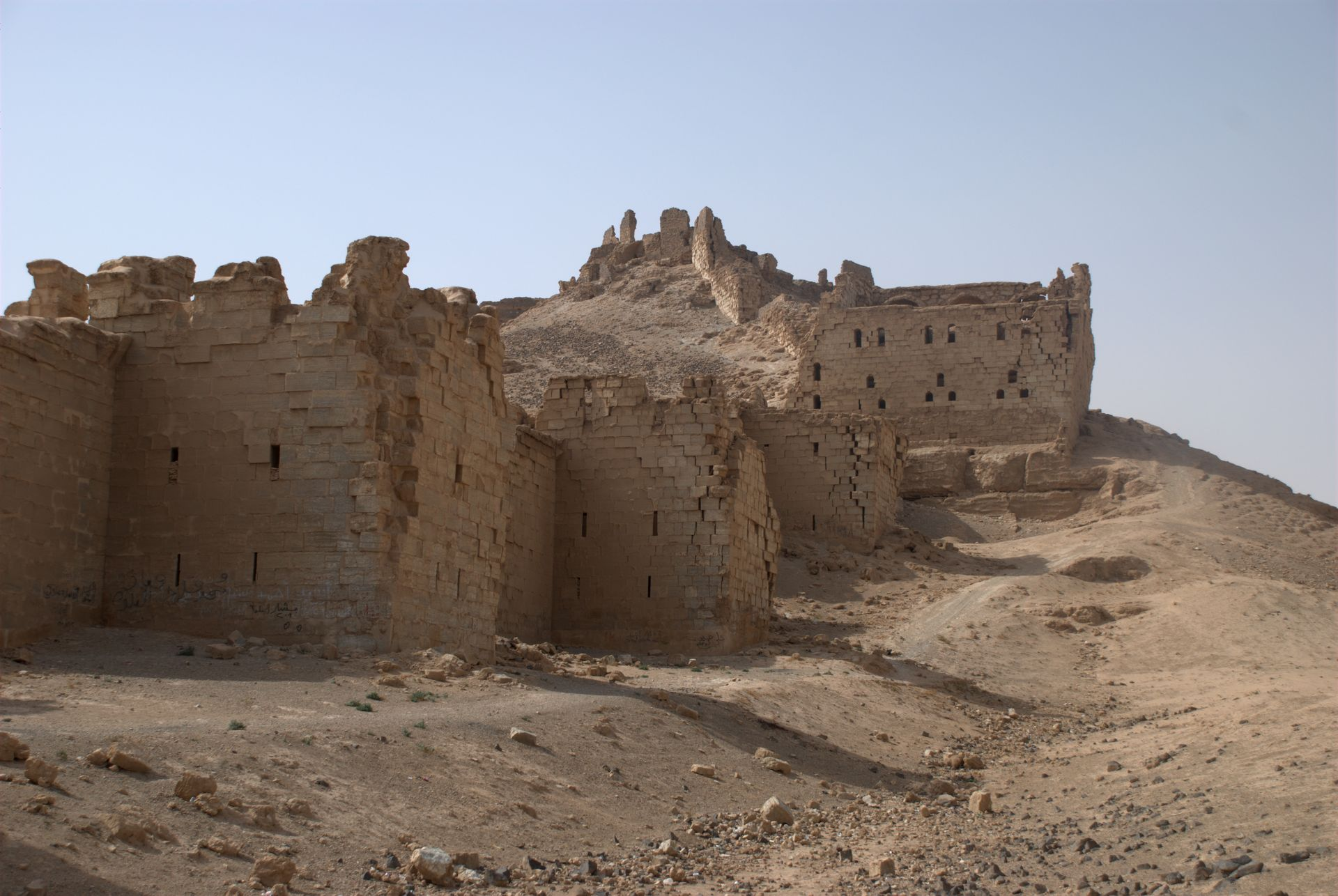
Халабийе, вид на северную стену и преторий

Крепости Каср аль-Азрак, Дейр эль-Кахф и Каср аль-Халлабат являются примерами перехода от типичного для эпохи Принципата плана в виде «игральной карты» к квадрибургию размером 70 на 70 метров. Первоначальные форты, возведённые при династии Северов, были перестроены при Тетрархии. Наиболее затратные строительные мероприятия на Востоке были предприняты Анастасием и Юстинианом в северной Сирии и на Евфрате для защиты от Персии. С археологической точки зрения военное строительство в районе Евфрата плохо изучено. Единственной систематически изученной крепостью в регионе является датируемая эпохой Констанция II и Аркадия Пагник Орени в современном иле Элязыг. Крепость, слишком маленькая, чтобы быть базой ауксилиев, давала контроль над небольшой дорогой, пересекающей Евфрат в Кебане. Ни одна из её 11 округлых башен не была похожа на другую. По-видимому, во время осады на защиту крепости собиралось всё местное население. От укреплений Мелитены, как минимум до конца IV века остававшейся базой XII легиона, сохранились незначительные развалины. Стены городов Ресафа, Халабийе, Дара, Халкис и Антиохия являлись настоящими шедеврами фортификационного искусства. В архитектуре региона (Ресафа, Дара, Каср-ибн-Вардан) использовались византийские строительные приёмы, адаптированные к местным условиям мастерами, присланными из Константинополя. Согласно Прокопию Кесарийскому, Константина, новая резиденция дукса Месопотамии, была первоклассной крепостью. Однако самые значительные работы были сделаны в Даре, ставшей главным барьером на пути персидских вторжений. Крепость древней Зенобии (современный Халабийе) активно изучался французскими археологами до 2011 года. Ко времени завершения работ были хорошо изучены стены крепости и её трёхэтажный преторий. Стены толщиной 3,25 м сложены из похожих на мраморные крупных (высотой 50—70 см) гипсовых блоков. Доставленные из расположенной неподалёку каменоломни блоки скреплены гипсовым раствором. Крепость подробно описана Прокопием, и ещё в 2009 году сохранялись упомянутые им волнорезы, созданные при Юстиниане для защиты от разливов Евфрата. Перестройка стен в Ресафе из глиняного кирпича началась около 500 года при Анастасии и была продолжена при Юстиниане. Сохранились покрытые многометровым слоем песка как остатки первоначальных стен, так и руины стен Анастасия. Их периметр составляет примерно 1,8 км, на которых размещено 50 башен — круглых угловых, прямоугольных, многоугольных и U-образных промежуточных. Расположенная на краю пустыни Ресафа имела не только военное, но и сакральное значение, являясь центром культа святого Сергия. По мнению германского историка археологии Катарины Хоф (Catharine Hof), первоначальный план строительства укреплений в Ресафе был скорректирован после неудачной для византийцев осады Амиды в ходе войны 502—506 годов, когда персы захватили город, используя незащищённость водопровода.
По условиям подписанного в 506 году мирного договора с Персией Византия обязывалась не строить новых крепостей по восточной границе, но строительство Дары началось в том же году. Оно хорошо описано в источниках, однако в целом датировка восточных крепостей является предметом споров. Как отмечал в 2001 году британский антиковед Вольф Либешюц, нет никаких надёжных археологических данных для датировки укреплений основных городов Малой Азии и можно утверждать, что до последней войны с Персией в начале VII века не было необходимости в дорогостоящих стенах. Крепость Дары включала широкий ров с вертикальными стенами, низкую внешнюю стену (сохранилась на 3 метра в высоту) и высокую внутреннюю (сохранилась на 10 метров в высоту). Стена защищена большими U-образными башнями, отстоящими друг от друга примерно на 50 м, дополнительно башни стоят по сторонам всех ворот. Датировка сохранившихся фрагментов стен Мелитены, на протяжении своей истории находившейся под властью римлян, персов, арабов, византийцев и сельджуков, вызывает споры. Предполагается как VI век, так и XI век. На основании формы башен (два типа — прямоугольные 5 на 3 метра и пятиугольные до 4 метров) и технологии строительства (основа из щебня с облицовкой из тёсаного камня) предпочтительной считается более ранняя датировка. Относительно линейных укреплений на востоке надёжных данных тоже нет. Предположения о византийском происхождении стены в Абхазии оспариваются.

#### Крепости византийской Африки

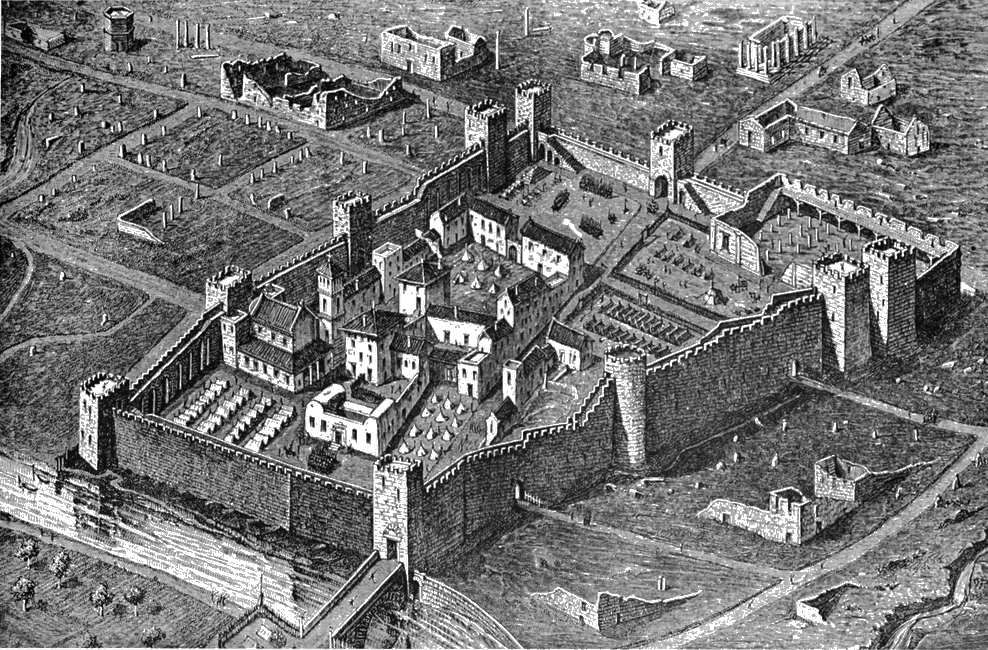
Реконструкция византийской крепости в Аммедаре (современная Хайдра, Тунис), рисунок Саладен, Анри

После Вандальской войны 533—534 годов к византийцам перешли форты провинций римской Африки, за исключением занимающей север современного Марокко Мавретании Тингитанской. По утверждению Прокопия Кесарийского, во время своего владычества вандалы уничтожили римские укрепления. Археологические данные не подтверждают его сведения, но, в любом случае, значительных усилий для их поддержания германцы не прикладывали. Таким образом, важным направлением исследований в области позднеантичной фортификации в Северной Африке является проверка утверждений из трактата «О постройках» средствами археологии. Многочисленные надписи времён Юстиниана и Тиберия II (578—582) подтверждают, что в VI веке была развёрнута масштабная фортификационная деятельность. В отличие от других частей империи, большая часть крепостей была построена «с нуля», что подтверждается отсутствием археологически различимых фаз строительства. Согласно предложенной в начале XX века Шарлем Дилем концепции, крепости в отвоёванных провинциях образовывали защитные рубежи, отделяющие Карфаген и другие крупные города с прилегающими к ним областями от местного берберского населения. Концепция предполагает, что если Римская империя, располагая большими армиями, могла позволить себе иметь небольшое число крупных крепостей, то в VI веке, имея меньшие ресурсы, византийцы должны были строить частые цепи мелких фортов. Позднее данная теория была отвергнута, как упрощённая. Британский археолог Денис Прингл обратил внимание на то, что кочевники селились в том числе внутри образованной крепостями границы. По мнению Прингла, крепости располагались вблизи городов и источников воды, таким образом, чтобы расположенные в них войска могли при необходимости быстро выступить против берберов.
Укрепления VI века построены с использованием «эллинистических» технологий, встречающихся в Малой Азии и в Месопотамии. Блоки тёсаного камня, часто происходящего из римских развалин, скреплялись залитым раствором щебнем, в результате чего возводились стены толщиной 2,5 метра и высотой до 10 метров. Небольшие форты строились по типу позднеримских квадрибургиев, то есть представляли собой в плане четырёхугольник с башнями по углам. Более крупные крепости имели дополнительные башни. Если позволяла местность, у крепости могло быть меньше сторон. Так, у стоящей на краю горного обрыва Тагоры было только две стены. Крепость Мадавроса с северной стороны ограничивалась амфитеатром. По размеру африканские форты VI века могут быть разделены на три группы. Большую часть составляют крайне небольшие укрепления, занимающие площадь меньше трёх гектаров или даже менее одного гектара — примером может служить Тимгад. Форты среднего размера занимали от 5 до 9 гектаров и нередко внутри своих стен имели меньшие укрепления, как, например, в случае Багаи. Примыкая к одной из стен, внутренние сооружения могли быть караульным помещением или бараком. Внутренняя крепость Багаи продолжалась наружу, образуя протохизму. Самыми крупными фортификационными сооружениями были городские стены, которые окружали площадь в несколько десятков гектаров. Укрепления византийской эпохи, как правило, защищали гораздо меньшую территорию, чем более ранние крепости на том же месте. В некоторых случаях (Суфетула) более ранний крупный город новыми укреплениями разделялся на множество более мелких. Как отмечают исследователи, укрепления северной Африки в целом слабее аналогичных в других частях империи. У них редко встречаются дополнительные оборонительные элементы (протохизмы) и, в отличие от Балкан, Малой Азии и Месопотамии, практически не встречаются круглые и многоугольные башни. В расположенной на Синайском полуострове крепости в Эт-Тур, как и в очень похожей на неё крепости Тимгада, помимо казарм, находится христианский храм. Наиболее многочисленную категорию составляют небольшие сооружения, как правило прямоугольные башни (ксуры). Из известных нескольких сотен ксуров III—VII веков только 3 надёжно датируются VI веком. Крепости в Африке довольно однотипны с точки зрения технологии строительства: облицованные тёсаным камнем (взятого, как правило, из римских построек) щебневые стены толщиной около 2,5 м, без внешних стен и рвов. Отсутствие дополнительных защитных элементов обычно рассматривается как указание на ограниченность доступных ресурсов.

### Фортификация «Тёмных веков»

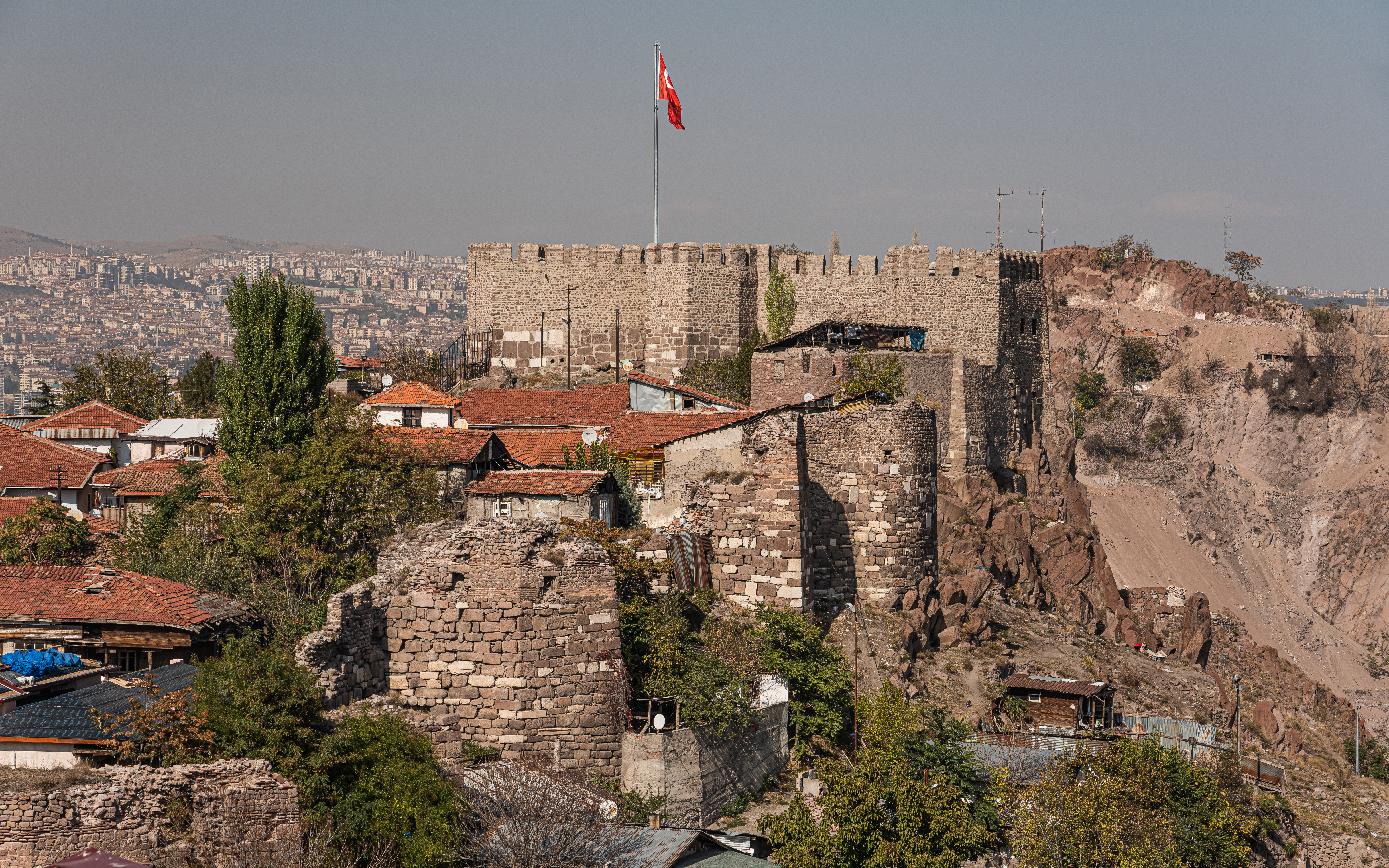
Крепость Анкары

Ранневизантийская военная система продолжала существовать до 660-х годов, но вследствие начала арабских завоеваний изменения в ней начались уже в предшествующем десятилетии. При непосредственных преемниках Юстиниана масштаб военного строительства сильно сократился. Не известны никакие новые крепости, которые были бы созданы для препятствия продвижению лангобардов в Италии или арабов на Ближнем Востоке и Африке. Начиная с середины VII века главную военную опасность для Византии представлял Арабский халифат, предпринимавший наряду с масштабными вторжениями крупных армий бесчисленные мелкие рейды для разрушения коммуникаций и нарушения снабжения. После утраты Сирии и Месопотамии основной оборонительный рубеж империи проходил по линии хребтов Тавра и Антитавра. Расположенные там крепости и города могли дать укрытие местному населению, их гарнизон мог помешать разграблению региона, но не остановить продвижение врага. Следствием такой стратегии стали перегрузка оборонительными задачами вооружённых сил империи и, в итоге, уменьшение численности населения и упадок коммуникаций. На Балканах основными противниками были авары и славяне, борьба с которыми велась с переменным успехом. В период кризиса античные полисы уступили место кастронам — укреплённым поселениям существенно меньшего размера. Исторически кастроны в силу своего размера служили не для защиты гражданского населения, а для удержания стратегических позиций и обеспечения безопасности светских и церковных властей меньшими силами. Часто они возникали на руинах древних городов, но нередко строились на новом месте, как правило, в горах.

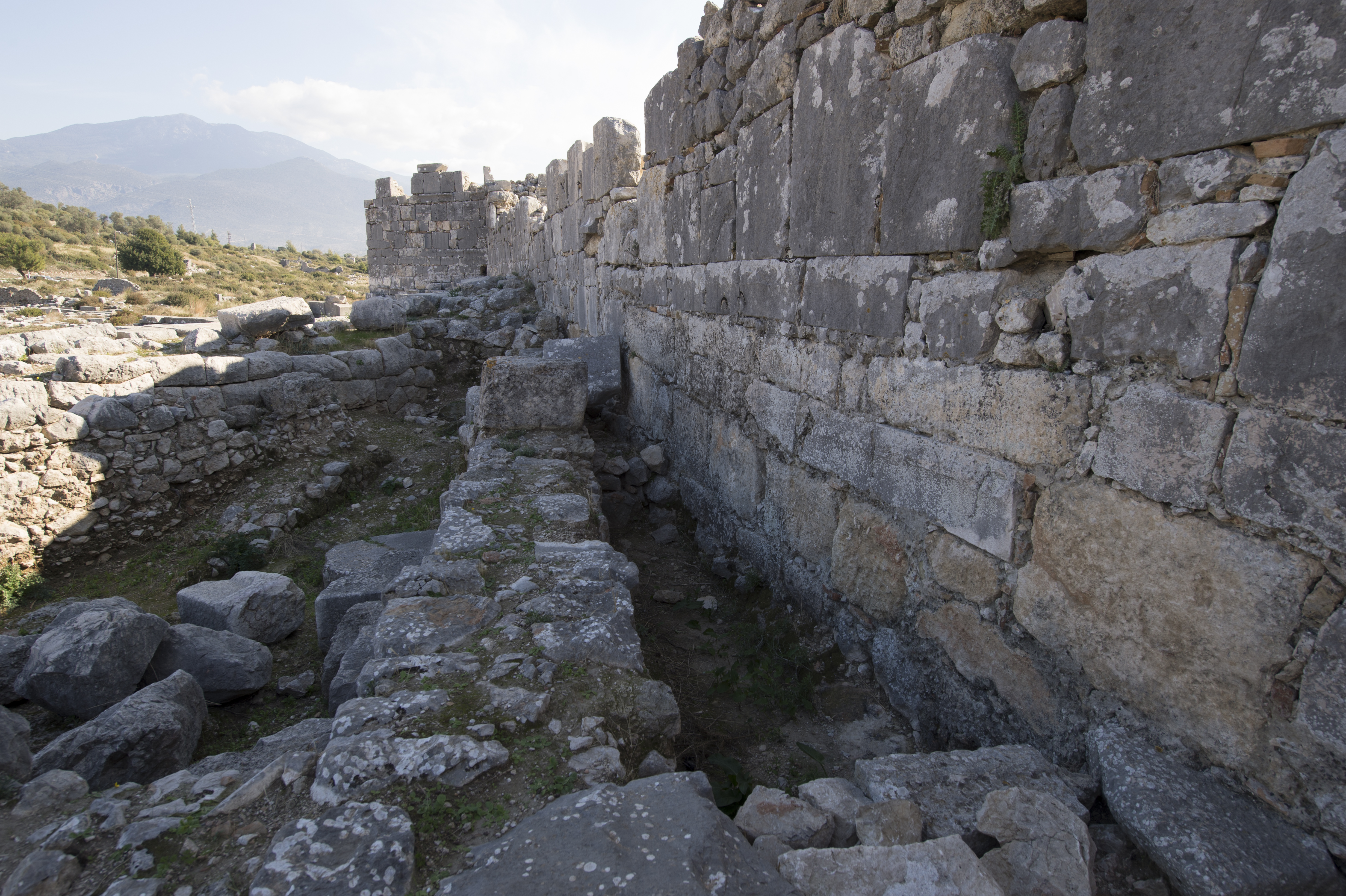
Византийские стены акрополя Ксанфа являются примером трансформации античного полиса в крепость на холме

В VII веке централизованная система военного управления была реорганизована по региональному принципу. Для более эффективного управления территориями была введена фемная система, поддерживавшая крупные приграничные армии. В результате предпринятых усилий к 730-м годам инициатива перешла к Византии. В свою очередь, с 693 года халифат перешёл к стратегии приграничной войны, занимаясь систематическим ослаблением и разрушением крепостей, что увенчалось осадой Константинополя в 717—718 годах. В таких условиях основной формой приграничной обороны стали клисуры — небольшие приграничные фемы. Большинство из них находилось на востоке — на территории будущих фем Селевкия, Харсиан, у города Созополиса в Писидии и т. д. Для своевременного обнаружения вражеских вторжений было выстроено множество мелких фортов и сигнальных башен, обеспечивавших обзор территории и передачу информации. Остатки византийской крепости VII обнаружены на Родосе — стены из двухметровых блоков, ворота и башни были позднее включены в крепость госпитальеров. Для укреплений VII—VIII веков характерно широкое использование материалов прежних построек и сполий. Таким образом были построены несколько крепостей на Крите (Кидония, Гортина, Элефтерна).
Малоазийские горные крепости периода «Тёмных веков» редко представляют собой что-то большее, нежели простые конструкции из булыжника. Ни их византийские названия, ни дата создания чаще всего не известны. Основные археологические исследования проводятся в крупных городских центрах — Сардах, Пергаме, Эфесе, Милете, Амории, Ксанфе и других. Для городов Ликии британский археолог Клайв Фосс (Clive Foss) отмечает разнообразные варианты трансформации, в том числе и выделение нескольких укреплённых контуров, охватывающих, например, акрополь и гавань. В ходе реорганизации VII века мощную крепость получила столица фемы Опсикий Анкира. Её укрепления состоят из двух частей: внешней стены, с башнями преимущественно квадратного сечения, и внутреннего бастиона с тесно расположенными пятиугольными башнями. Внутренний замок охватывает участок размерами примерно 350 на 150 метров. Его стены до высоты 8—10 метров сложены из крупных каменных блоков, далее идёт кирпичная кладка. Кроме того, мощные бастионы были добавлены с юго-восточной стороны и на высшей точке холма в северо-восточной части крепости. В IX веке при императорах Аморейской династии были обновлены стены Константинополя. В рассматриваемый период выделяют две фазы в развитии стен Никеи: в VIII веке с помощью сполий немного обновили стены, а в IX веке были построены многочисленные дополнительные башни. Достаточно типична судьба укреплений крупнейших городов Памфилии. Акрополь Силлиона занимает небольшую часть центра древнего города. Его крепость включает примечательную трёхэтажную структуру, идентифицируемую с известным по житию святого IX века Антония Младшего преторием. Для строительства новой стены Сиде, пересекающей полуостров в самом узком месте, были разрушены колоннады и агора. В состав стены (высота 10 метров, толщина 2 метра) был включен римский театр. Дополнительно были возведены башни высотой 12—16 метров. В целом стены поддерживались в хорошем состоянии, что указывает на относительное процветание городов Памфилии.

### Фортификация среднего периода

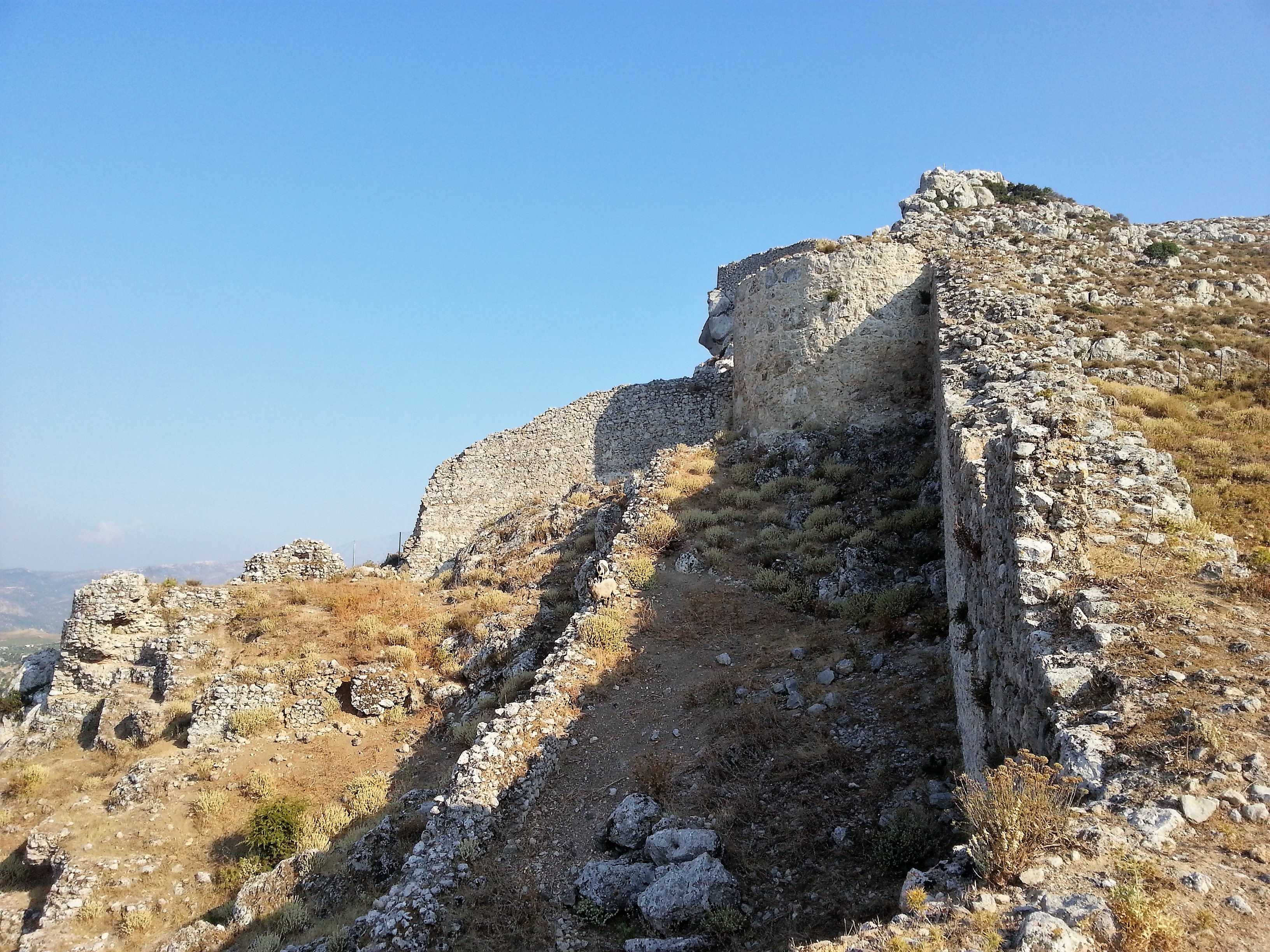
Развалины крепости Теменос на Крите была основана императором Никифором Фокой в X веке

В правление Македонской династии было создано несколько военных руководств, затрагивающих проблемы обустройства военного лагеря. Все они — скомпилированная императором Львом VI (886—912) «Тактика», «три трактата» его сына Константина VII, трактаты времён Никифора II и «Аноним» Вари — в значительной степени опираются на описания Полибия. Трактат Льва VI, хотя и носит в целом умозрительный характер, включает, вероятно, и практические наработки военачальников IX века. «Три трактата» в значительной степени сконцентрированы на балканской проблематике. Несколько разделов входящего в датируемый IX веком компендиум Сириана Магистра трактата «О стратегии» посвящены правилу строительства крепостей и обустройству военного лагеря. В главе XII утверждается, что «толщина стен должна быть не менее пяти локтей, а высота не менее двадцати локтей, чтобы при такой толщине стену невозможно было разрушить ни ударами таранов, ни бросками камней, метаемых камнемётными машинами, и чтобы благодаря такой высоте не удавалось быстро приставить к стене лестницы и по ним беспрепятственно совершить подъём». Там же предписывается стенам придавать форму равностороннего шестиугольника, выступающего углом навстречу осаждающим, внутреннюю поверхность башни делать цилиндрической, а зубцы стен — прямоугольными. В датируемом правлением Василия II (976—1026) трактате «Организация и тактика кампании» (известен также как «Тактика Никифора Урана») приводится, возможно, вымышленное и идеальное описание временного лагеря для большой экспедиционной армии в 16000 человек. В центре помещался внутренний лагерь императора, полков гвардии и императорского двора. Для обустройства такого лагеря требовался хороший землемер («менсуратор», лат. mensurator). Два анонимных трактата X века, приписываемые Герону Византийскому, касаются преимущественно осадных машин.

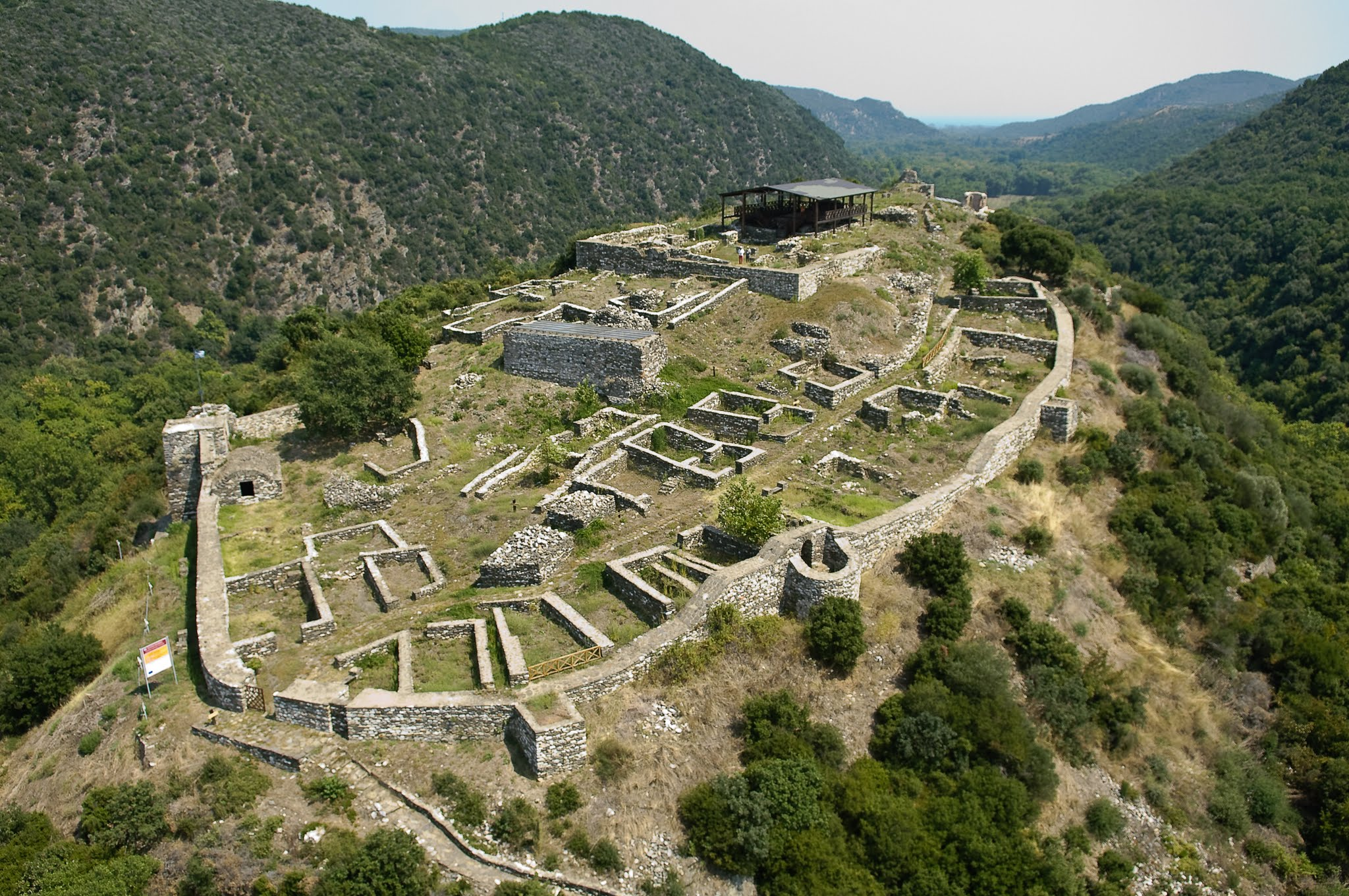
Стены Рентинская крепость были восстановлены в середине X века

Известно не очень много примеров византийского фортификационного искусства X—XI веков. В письменных источниках средневековые крепости Малой Азии описаны крайне скудно. Археологических данных также немного, поскольку традиционно в археологии Турции больше внимания уделяется более ранним периодам. Одним из крупных строительных проектов после окончания «Тёмных веков» стала реконструкция Амория после его разрушения арабами в 838 году. Хотя отстроенный заново город был значительно меньше своего предшественника, для строительства охватывающих площадь в 5 гектаров стен толщиной 1—2 метра потребовалось от 2,5 до 5 миллионов кубометров камня. Материал был взят из обломков старых стен, остатки которых были полностью расчищены. Такое масштабное строительство, скорее всего, могло осуществляться только при поддержке центральной власти. При императоре Льве VI ответственность правительства за городские укрепления была закреплена законодательно. После серии походов великого князя киевского Святослава на Болгарское царство и Византию в 967—971 годах император Иоанн I Цимисхий предпринял усилия по фортификации Дуная. Там была основана фема Паристрион с центром в Доростоле, восстановлены старые римские крепости и построены новые, постепенно ставшие центрами крупных поселений (например, в Нуферу). Хронология крепостного строительства восстанавливается преимущественно по нумизматическим данным. Находки относящихся к правлению Цимисхия серебряных монет в Пекуюл луй Соаре и других придунайских городах явно указывают на военную, а не торговую активность в регионе. Крепость в современной деревне Нефару была построена, видимо, вскоре после 971 года. Стены византийской эпохи имеют толщину 2,6—2,7 м и окружают площадь примерно в 6 га. Из пяти онаруженных башен три расположены отдельно от линии стен. Крепость располагала пристанью на Дунае, возможно, там находился офис налогового чиновника-коммеркария. В ходе раскопок было выявлено несколько деревянных строений, идентифицированных как принадлежащие варягам — торговцам с севера или наёмникам.

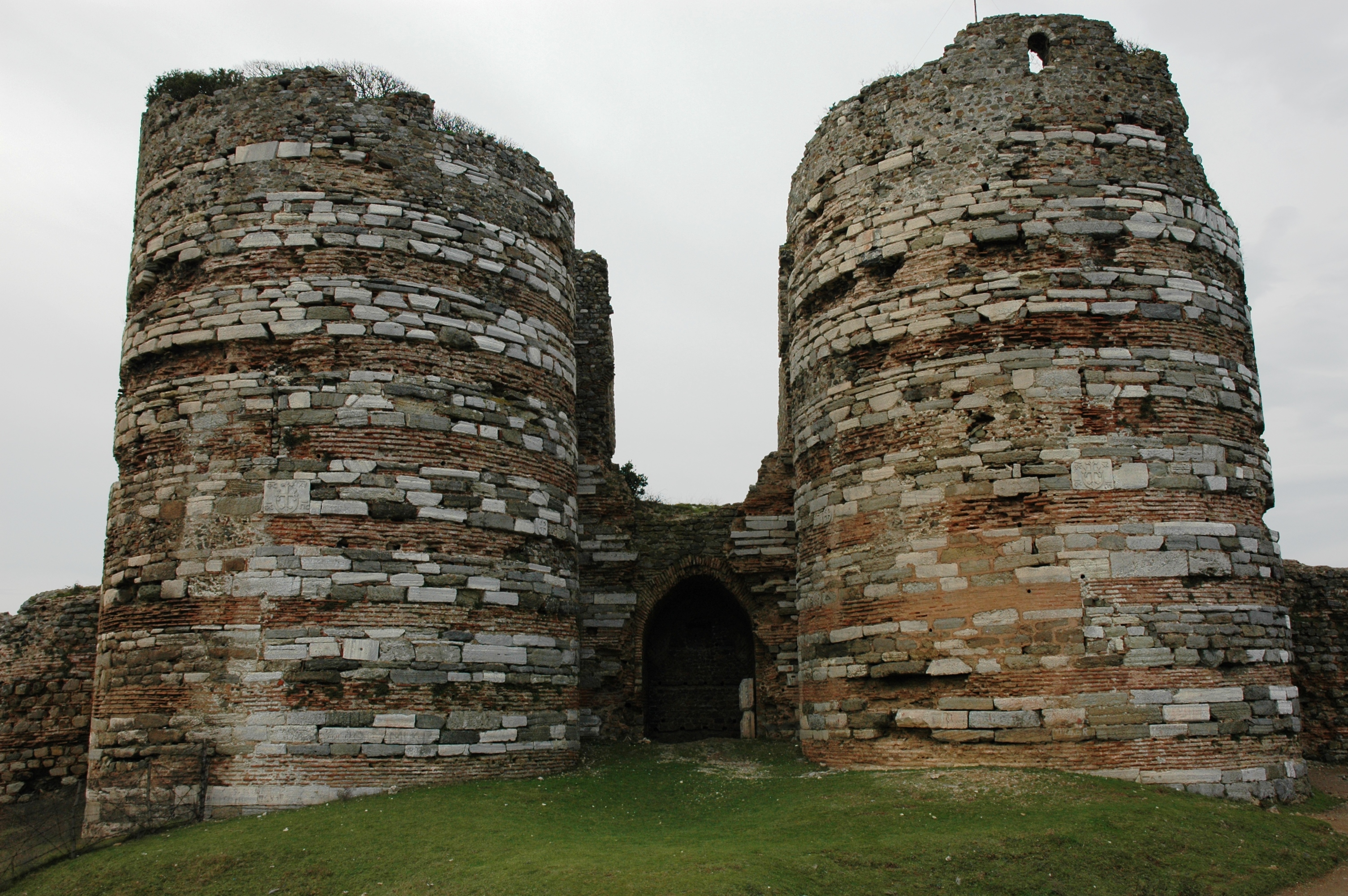
Башни крепости Йорос

Афонские монастыри часто подвергались разрушению, и датировка их строений крайне не надёжна. Основанный в X веке монастырь Великая Лавра при Палеологи занял территорию, примерно соответствующую современному размеру, и получил свои стены и башни. Богатые монастыри Афона, особенно расположенные в прибрежной зоне, страдали от набегов пиратов. Монастыри обладали хорошими укреплениями, прежде всего включавшими башни и ворота. Расположенная в юго-западной части укреплённого периметра Великой Лавры «башня Цимисхия» имеет прямоугольную в плане форму 14 × 11,5 метров и 26 метров высоты. Деревянные полы в башне поддерживаются системой арок такой же конструкции, как и в более поздней башне святого Савы монастыря Хиландар. Хотя строительство башни относят к 970 году, свой нынешний вид она приобрела в конце XVII века. Для монастырских башен в целом типично квадратное основание. Часто они использовались как колокольни или часовни. В развитии стен Ватопедского монастыря выделяют две фазы (конец X века и до 1200 года), но общая композиция напоминает римские и ранневизантийские приграничные крепости. Описанный французским историком Пьером Тубером на материале поствизантийской Северной Италии феномен концентрации сельского населения вокруг феодальных замков представителей местной светской и церковной знати («озамкование», «инкастелламенто»), имел отдалённые аналогии в Византии. С одной стороны, её подтверждает наметившаяся в X веке тенденция к превращению свободных крестьян в зависимых париков и археологические данные по восточной Македонии. С другой, фортификация в византийских деревнях имела совершенно другой смысл, поскольку монастыри не владели башнями, а аристократы не укрепляли свои резиденции настолько, чтобы они могли выдержать осаду.
В средневизантийский период в Северной Греции стены получили Кастория, Сервия, Моглена в Алмопии, Эдеса, Касандрия, Стайира, Хрисуполис, Анакторополис и множество кастронов. В поздний период византийцы новые города не строили, выполнялся только ремонт старых стен. Планы Романа IV Диогена (1068—1071) восстановить старые линии обороны в Малой Азии для противостояния сельджукам были прерваны катастрофическим поражением при Манцикерте. К правлению Романа относят сооружение стен Созополиса в Писидии, от которых сохранился участок высотой 6 метров с двумя воротами и двумя башнями — квадратной и восьмиугольной. Стена сложена частично из скреплённого известью булыжника, частично из обработанного камня и сполий. Разница, вероятно, объясняется проведением позднейших ремонтных работ. Дополнительно стена укреплена деревянными балками.

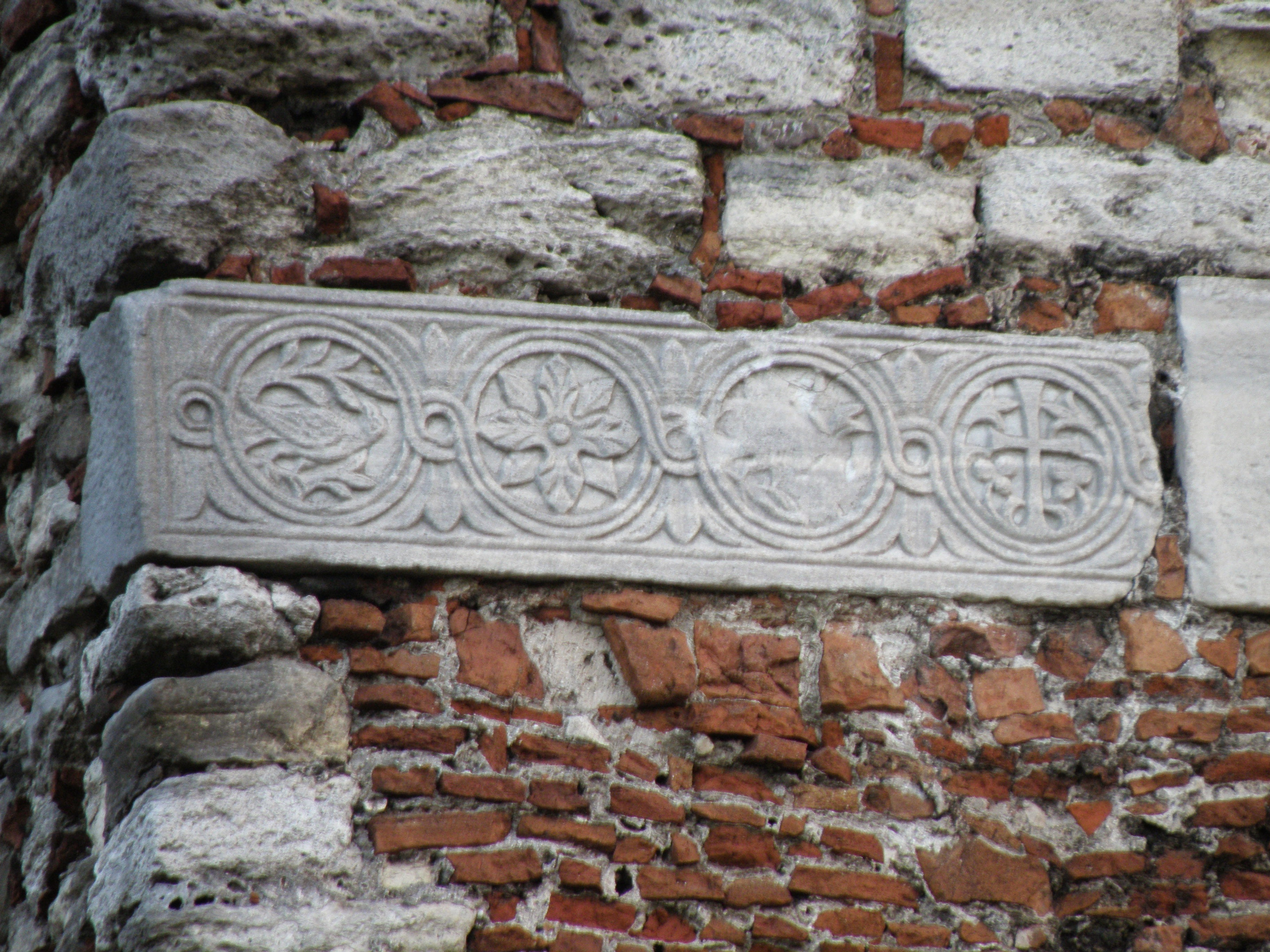
Камень, кирпич и сполии в стенах Константинополя

Считается, что при императоре Алексее I Комнине (1081—1118) масштабная строительная деятельность была возобновлена, но только несколько крепостей в Малой Азии достоверно датируются его правлением. Кастрон в Дидиме построен небрежно и в спешке, но примечателен тем, что включает в себя античный храм Аполлона. Несколько прибрежных крепостей было восстановлено для защиты торговых путей между столицей и Кипром. Стратегия преемника Алексея, Иоанна II (1118—1143) предполагала не победу над врагами на поле боя, а захват и удержание важнейших укреплённых городов для контроля прилегающих территорий. При нём были построены аплектоны в Памфилии и Фригии, используемые для наступления на Данышмендидов. Две крупные крепости им были построены в Мизии, Лопадион и Ахирей. Расположенный близ моста через реку Риндак, на перекрёстке крупных региональных дорог, Лопадион занимал площадь не менее 10 га и, скорее всего, был не просто укреплённым лагерем, но довольно крупным городом. Пять башен крепости Ахирея построены из кирпича и камня с использованием техники «клуазонне» и разнообразных орнаментов.
Император Мануил I (1143—1180) проводил агрессивную внешнюю политику и строил крепости на всех границах своей империи. В Греции от его царствования сохранились новые стены Акрокоринфа. Они появились, видимо, в ответ на набег норманнов на Балканы в 1147 году. Основное внимание Мануил I уделил укреплению Вифинии. Цитадели или отдельные башни были возведены в Никее, Котиае, Никомедии и Иераполисе. Важным достижением царствования стала организация и укрепление фемы Неокастра. В ставшем её центром Пергаме Мануил I построил крепость с подковообразными и полукруглыми башнями. По стилю стены XII века заметно отличаются от укреплений предшествующих эпох (эллинистических, III и VII веков), но зачастую построены на том же месте. Восстановление крепости в древнем городе Адрамитионе и ряде других, известных только имени, позволило византийцам вернуть контроль над средиземноморским побережьем Анатолии. Из нарративных источников известно о восстановлении им крепостей Малагина, Пифика, Дорилеон, Сублаион и других известных по названию, но локализация многих из них спорна. Согласно придворному историку Иоанну Киннаму, возведение «недосягаемых» башен Дорилеона заняло 40 дней. Слабо изучена крепость Пеге близ современного города Карабига на азиатском берегу Мраморного моря, в XIII веке неоднократно переходившая от латинян к грекам. На основании технологических особенностей отчётливо выделяют три фазы в её развитии, но общепринятой датировки нет. На начальном этапе из скреплённых известью обломков кирпича и щебня были построены стены и круглые башни; сходным образом выглядят стены Лопадиона. Далее вокруг круглых башен были поставлены облицованные кирпичом пятиугольные башни, напоминающие укрепления Ласкаридов в Никее. На завершающем этапе была добавлена протейхизма. Как и многие из его предшественников, Мануил достроил новые стены в Константинополе, однако датировка основывается преимущественно на стилистических особенностях кладки. Видимо, при нём была построена северная часть стены между Малым и Большим Влахернским дворцом. Комниновские башни Константинополя трёхэтажные, U-образные или восьмиугольные. Стены построены с использованием разнообразных способов сочетания кирпича и камня. Типичная башня включает 6 слоёв кирпича по семь рядов в каждом. С внутренней стороны они усилены контрфорсами. К стенам Мануила примыкает укреплённая тюрьма Анемас, к которой при Исааке Ангеле была пристроена прямоугольная башня. Одним из последних добавлений к стенам Константинополя перед падением города в 1204 году стали ворота Алексея III (1195—1203), ныне расположенные в квартале Эдирнекапы.

### Фортификация позднего периода

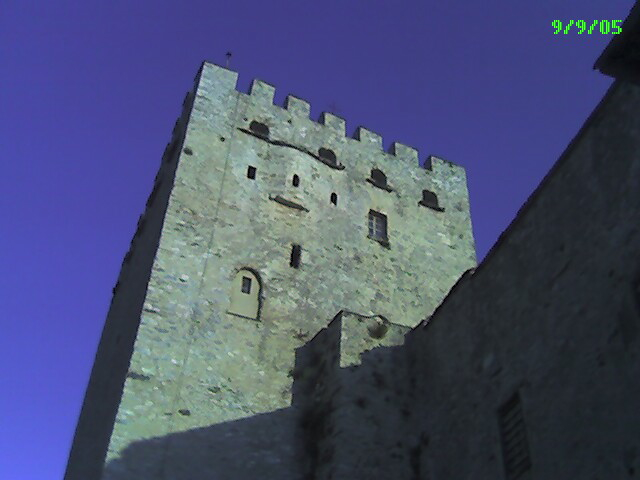
«Башня Цимисхия» монастыря Великая Лавра

Оставшиеся под властью Никейской империи крупные центры (Никея, Никомедия, Магнесия-у-Сипила, Смирна) в первой половине XIII века получили новые стены. При Феодоре I Ласкарисе в Никее было построено несколько мощных новых башен с кирпичной основой. Его преемник Иоанн III Дука Ватац (1222—1254) полностью перестроил оборонительную систему своей столицы, включив в неё низкую внешнюю стену и ров, а также нарастив старые стены. Достигнутый результат напоминал византийцам стены утраченного Константинополя, позволяя считать Никею полноценной «столицей в изгнании». В дополнение к крупным городам, Ласкариды и Палеологи в стратегически важных местах Малой Азии возводили отдельные крепости, из которых хорошо сохранился Никетиатон в районе Гебзе. Хотя в последний период существования Византии её ресурсы были ограничены, в XIII—XV веках было предпринято несколько крупных фортификационных проектов. Один из них, реконструкция стены Гексамилион в 1415 году по приказу императора Мануила II Палеолога, был чрезвычайно трудозатратен, но оказался совершенно бесполезен против османской артиллерии тридцать лет спустя. Начиная с восстановления империи в 1261 году и вплоть до утраты региона в первой половине XIV века осуществлялась программа укрепления старых крепостей Македонии, прежде всего от Скопье на севере и до Фессалоник на юге. Также было построено несколько новых. Крепость Марково кале была возведена на позднеантичных руинах и имеет размеры 105 на 85 м. Она состоит из основной части и более защищённой цитадели, между которыми располагается внутренняя стена с цилиндрической башней. Внутренние сооружения, по-видимому, являются казармами. Типичной для середины XIV века является построенная при Андронике III (1328—1341) крепость Гинеикокастро близ Килкиса, также следующая позднеантичным образцам. Несмотря на территориальные потери, строительство крепостей велось и в последующие десятилетия. В Болгарии до её завоевания османами в конце XIV века сохранялись византийские традиции фортификации. Византийские крепости Эпирского царства сохранились плохо и слабо изучены. Значительно лучше сохранность прибрежных и горных крепостей Трапезундской империи. Расположенную на скалистом холме живописную крепость Ков калеси идентифицируют с построенной в 1360 году Алексеем III крепостью Кукос.
Недостаточность предоставляемых государством защитных сооружений обусловила появление в поздней Византии многочисленных частных крепостей, преимущественно башен. Особенно много их сохранилось в монастырях Афона. Происхождение средневековых замков на Кикладах точно не установлено, но характер каменной кладки позволяет предположить, что изначально они были построены в византийский период и затем перестроены при венецианцах. Причины появления крепостей на малозначимых отдалённых островах также неизвестны. Они могли возникнуть как вследствие страха жителей отдельных островов перед нападениями мусульманских пиратов, так и в рамках централизованных усилий империи по борьбе со вторжениями с моря на материк. Возможно также, что крепости использовались как базы снабжения для кораблей, участвовавших в экспедициях по отвоевыванию Крита — известно, что корабли византийского флота держались как можно ближе к берегу, плавали только днем, а ночью заходили в небольшую гавань, где их можно было поставить на якорь или вытащить на берег, а экипаж мог сойти на берег.

## Теория фортификации

### Терминология и типология

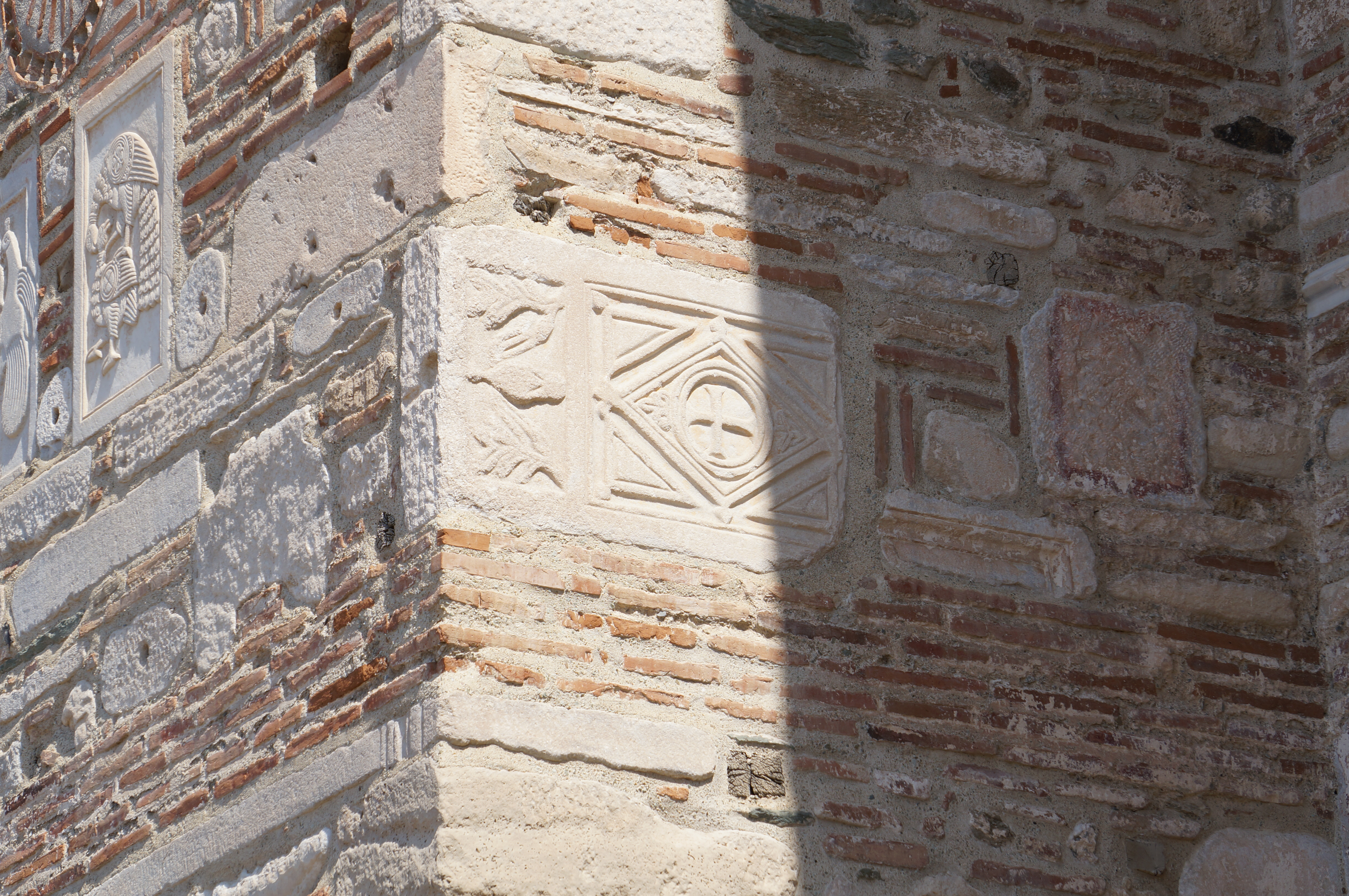
Сполии из башни фессалоникийского Гептапиргия

В древних и позднеантичных письменных и эпиграфических источниках встречаются разнообразные латинские и греческие термины для обозначения укрепленных мест. Анализ и сопоставление отдельных упоминаний показывают, что термины не имеют чёткого типологического и функционального определения, что нередко приводит к их смешению. Помимо отсутствия официальной стандартизации, терминологический хаос усугубляется ещё и выраженным стремлением византийских авторов к риторическим украшениям и архаизирующему стилю, из-за чего часто в одном и том же тексте один и тот же объект обозначается разными, иногда противоречащими друг другу понятиями. Путаницу усугубляют нередкие случаи изменения смысла отдельных терминов с течением времени. Наиболее часто встречаются в источниках следующие термины:
- Burgus является заимствованием в латинском языке германского или греческого (др.-греч. πύργος) происхождения, обозначающим малое укрепление (castellum parvulum). Вегеций советовал городам, не имеющим собственного источника воды, построить бург с баллистой и лучниками между городскими стенами и источником для контроля над водоснабжением. По эпиграфическим источникам бурги известны начиная с середины II века и, как правило, отождествляются с башнями[190]. Башни не обязательно имели военное назначение. Известны примеры, когда их возводили частные лица для сельскохозяйственных целей[191].
- Τετραπυργία («тетрапиргий») или quadriburgium («квадрибургий») — простейшие квадратные крепости с башнями по углам. Одним из лучших примеров является Кастра Мартис[болг.] в Болгарии[68].
- Castra — классический термин, используемый для обычного форта, построенного согласно правилам кастраментации[фр.]. Гораздо реже в классических текстах встречается то же слово в единственном числе (castrum, каструм). Предположительно, castrum’ы имели меньший размер и более простую планировку, чем castra. Как правило, castra использовались для размещения легионов в пределах лимеса, и в таком качестве их называют легионерскими крепостями[192][193]. Греческими аналогами термина были χαρακωμα и καστρον, а также φοσσατον, στρατοπεδον для castra stativa[194]. Для византийских городов Южной Италии в качестве синонима употреблялся kastellion[195].
- Castellum — небольшой каструм. По современным представлениям, в кастеллумах размещались вспомогательные военные подразделения. С выходом из употребления в позднеантичный период термина castra и приобретения castrum’ом преимущественно гражданского значения кастеллум стал универсальным обозначением для лагерей как легионов, так и ауксилиев[196][193]. Греческим аналогом был встречающийся у Прокопия φρουριον применительно к Феодосиополю и Топеру в Родопе[194].
- Praesidium — точный смысл термина не ясен. Обозначает либо гарнизон, размещённый в каструме или кастеллуме, либо собственно кастеллум. Президиумами называли также полицейские станции для поддержания безопасности вдоль дорог. К этой же категории относят небольшие квадрибургии[197][193].
- Centenarium известны только в Северной Африке, например, построенный на рубеже III—IV веков Centenarium Tibubuci[нем.] и многие другие крепости, квадратные в плане со стороной от 10 до 20 метров[198][199].
- Turris, specula — башня меньшего размера, чем предыдущая, со стороной от 3 до 10 метров, отдельно стоящая или в составе более крупного комплекса[200][201][199].

В современной историографии стандартной является классификация византийских городов по площади внутри периметра стен. Для разных регионов исследователи предлагают различные границы мелких, средних и крупных укреплений. Для Фракии болгарский археолог В. Динчев предложил разделять эти категории по отсечкам в 10 и 30 гектаров соответственно. По его мнению, такие значения параметра не случайны и коррелируют с классификацией городов на основе более широкого набора критериев. Для Эпира разброс составляет от 1,66 км² (Ангелокастро, Керкира) до 100 га (Лимнея близ Амфилохии). Попытки выявить связь между площадью укреплений и численностью гарнизона не подтверждаются на широком массиве археологических данных. Границу между полугородскими поселениями и укреплёнными сёлами В. Динчев проводит по площади в 1 гектар. В средний и поздний периоды кастронами могли называться достаточно крупные города, такие как Эфес или Пергам. В современной литературе, с учётом дискуссионности точного назначения многих крепостей, часто употребляется описательная терминология: «укреплённое поселение» (англ. fortified settlement), «укреплённый холм» (англ. fortified hilltop site) или «укреплённое убежище» (англ. fortified refuge site).

### Технология строительства крепостей

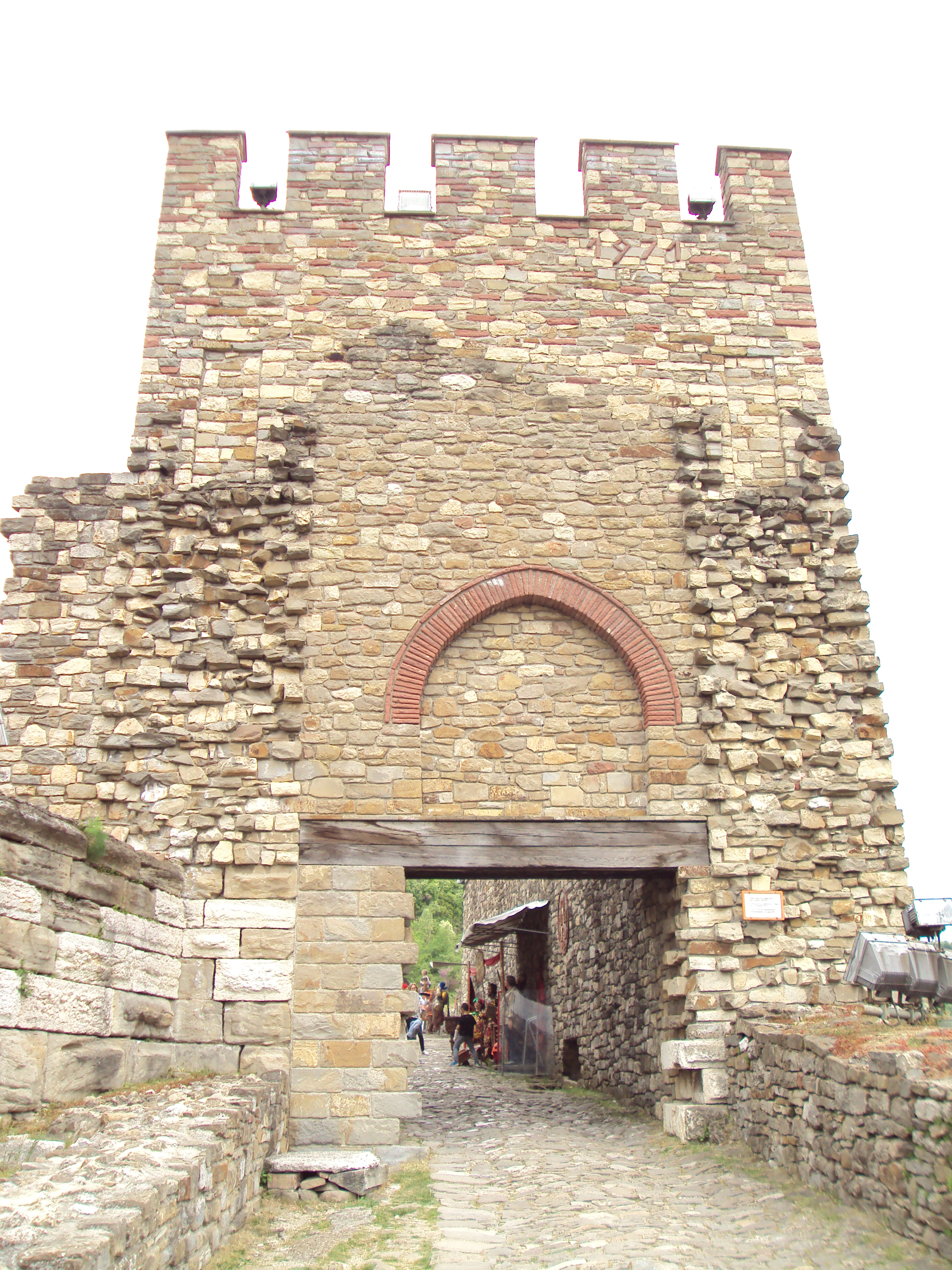
Надвратная башня крепости Царевец, Велико-Тырново, Болгария

Технологии ранневизантийской фортификации продолжали традиции фортификации римской, для которой было характерно различение между основой стены и её облицовкой. В большинстве случаев основу составлял связанный известковым раствором грубо обработанный щебень. Такая техника в античности называлась эмплектон. В ранних крепостях Балкан (в частности, региона Железных Ворот) и западной части Малой Азии нередко встречается чередование каменной и кирпичной кладки (opus mixtum). Своды и арки выполнялись целиком из кирпича. В восточных провинциях, где эллинистическое влияние оставалось сильным, был более распространён тёсаный камень, как для фасадов, так и для других архитектурных элементов. Строительные технологии среднего периода характеризуются региональными вариациями, зависящими от местных традиций и доступного в конкретной местности строительного материала. Применение способов кладки (клуазонне, кладка с утопленным (скрытым) рядом (англ. recessed-brick, concealed course, opus mixtum и др.) в целом коррелирует со способами строительства религиозных сооружений, что используется для уточнения датировки. Для крепостей VII—VIII веков характерно использование для основы булыжника и большого количества раствора, а для фасадов — сполий. В IX веке широко распространено использование кирпича, а с X века чаще применялся камень без выраженной обработки фасадов. При Комнинах использовались различные технологии строительства, в том числе с использованием деревянного каркаса (англ. cribwork). В таком случае стены получались достаточно прочными, но если они рушились, то сразу значительными секциями. В поздний период получили распространение слепые арки на внутренней стороне стен, что характерно и для западноевропейской фортификации того времени.

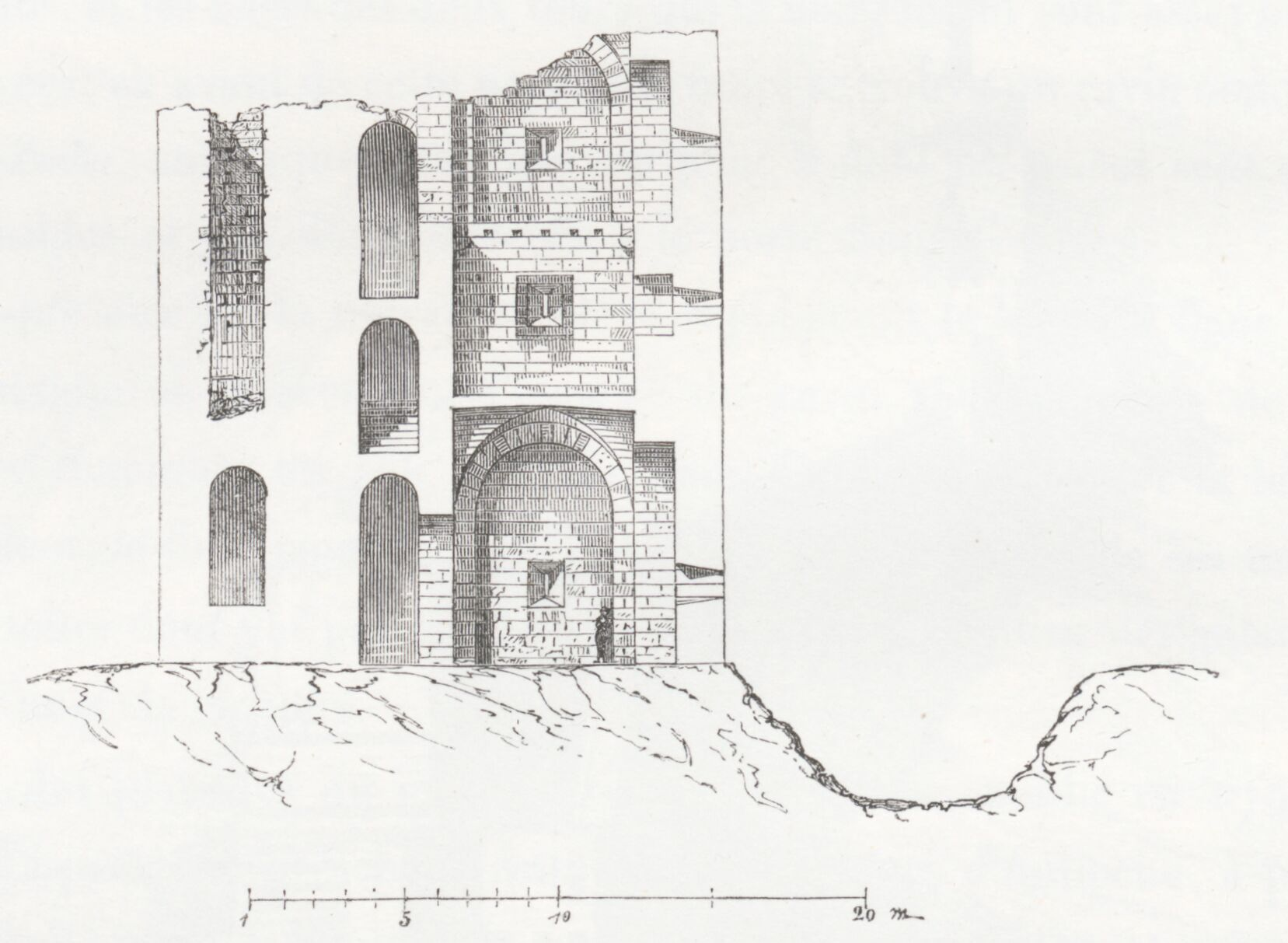
Башня крепости Антиохии в разрезе, рисунок Гийом-Рей, Эмманюэль, 1871 год

В отличие от римских, башни византийских крепостей, как правило, выступают за линию стен. Такое расположение расширяло возможности использования метательных орудий и позволяло контролировать прилегающие стены. Другой особенностью византийского периода является разнообразие форм башен, которое не удаётся свести к региональным традициям или стилям времён того или иного императора. Согласно известной рекомендации Витрувия, надёжными считались круглые и многоугольные башни, «ибо четырёхугольные скорее разрушаются осадными орудиями, потому что удары баранов обламывают их углы, тогда как при закруглениях они, как бы загоняя клинья к центру, не могут причинить повреждений» (I.5.5). Треугольные башни были просты в строительстве, их вынесенный наружу острый выступ затруднял атаку на стены, но в них также было трудно разместить внутренние помещения. Большинство башен имеют прямоугольную или каким-то образом скруглённую форму. Первые, как правило, встраивались во внешние стены, а вторые размещались по углам. Некоторые исследователи считают особенностью византийской фортификации пятиугольные башни. Восьмиугольные башни времён Диоклетиана и веерообразные башни эпохи Константина встречаются существенно реже. На равнинах, где вероятность длительной осады была выше, в структуру крепостных стен добавляли башни неправильной формы. Верхние этажи башен имели многочисленные амбразуры с нишами для лучников. Как правило, ниши расширялись вовнутрь, что не только делало стрельбу удобнее, но и уменьшало вес конструкции. Длина куртины между башнями варьирует в широком диапазоне, но не превышает 70 м. Крепостные ворота помещали либо между двумя соседними башнями, либо внутри особой надвратной башни. Первый способ соответствовал античным традициям и также встречался с разными типами башен. Для крепостей Болгарии ширина прохода составляет в среднем 3,5 м. В крепостях «Тёмных веков» башни встречаются реже, в качестве более дешёвого аналога вместо них присутствуют выступы стен. Башни X—XI также довольно просты, и только при Комнинах возрождается прежнее многообразие форм. Распространение в XII веке арбалетов и требушетов вызвало появление соответствующих модификаций в защитных сооружениях — бойницах стен и башенных платформ. Башни позднего периода, как правило, прямоугольные, но их размер варьирует в очень широких пределах. Предполагается, что крупные башни использовались в качестве жилых помещений.
Согласно рекомендации античного теоретика Филона Византийского, периметр крепости должен образовываться из двух рядов стен на расстоянии 8—12 локтей одна от другой. Как позднее уточняли Витрувий и Вегеций, промежуток должен позволять разместить в нём боевые построения защитников крепости. Выведенное французским византинистом Шарлем Дилем на основе данных африканских крепостей эмпирическое правило, по которому ширина межстенного пространства определялась как четверть высоты стены, для Балкан не соблюдалось. Внешняя стена называлась протейхизмой, а внутренняя диатейхизмой. Эталонным примером такой схемы были Феодосиевы стены. Ширина внутреннего пространства (перибол) между массивными и высокими внутренними и низкими внешними стенами варьировалась от 3 до 20 метров. Протейхизмы, как правило, были менее укреплены, чем основные стены, и не имели башен. Особенно много примеров протейхизм известно в Болгарии — по мнению А. Лоуренса, по причине широкого распространения там лесов, из которых нападающие могли изготавливать осадные лестницы и, соответственно, необходимости обеспечения дополнительной защиты для осаждаемых. Перед внешней стеной выкапывали ров (τάφρος), в некоторых случаях заполнявшийся водой. Согласно Филону, ширина рва должна быть не менее 40 локтей (18,5 м). Археологические данные не позволяют оценить разброс фактических значений, но обнаруженные рвы существенно у́же. Из выкопанной почвы нередко отсыпали невысокий вал (άντιτείχισμα). Неизвестно, практиковалось ли строительство подъёмных мостов над рвами. Для Африки примеры двойных стен неизвестны.
Единственное военное руководство поздней эпохи написал маркиз Монферратский Теодор I около 1327 года. В нём упоминается о необходимости правильной организации крепостей, но не указывается, как её достичь.

### Эстетика крепостей
Для ранневизантийских укреплений Греции исследователи отмечают избыточные для нужд защиты усилия по эстетизации облика стен — выравнивание рядов камня и сполий, забота о гармоничном соотнесении облика соседних блоков, имитация дорических фризов. В дальнейшем, руководствуясь практическими соображениями, византийские военные теоретики рекомендовали использовать выгодные для обеспечения безопасности городов особенности местности, не заботясь о внешней красоте стен. В то же время, на многих примерах наблюдается обеспечивающая эстетический эффект тесная связь природного пространства с композицией византийских крепостей.
Несмотря на впечатляющие размеры некоторых византийских крепостей, вопрос их эстетического восприятия остаётся слабо изученным. В 1953 году греческий археолог Георгиос Бакалакис посвятил статью надписи, обнаруженной им в укреплениях Кавалы, автор которой взывал к божественной защите и восхвалял красоту укрепленного здания. В 1968 году Аристидис Пасадаиос (Αριστείδης Πασαδαίος) рассуждал об эстетической ценности стен Константинополя. В своём исследовании, посвящённом концепции прекрасного (κάλλος) в риторических описаниях городов, Хелена Саради отметила, в том числе, важность образа надёжных стен начиная с похвалы Антиохии Либания. Значительное число работ посвятил внешнему виду стен Фессалоник современный греческий археолог Николас Бакирцис (Νικόλας Μπακιρτζής). По его мнению, наиболее интересен с визуальной точки зрения датируемый рубежом IV—V веков западный фрагмент стен, в котором нижняя часть сложена из мраморных сполий. Верхняя часть практически целиком кирпичная, украшена карнизом и двумя рядами арок. Подобная техника применялась также в Никее и Анкире, однако там крепости датируются более поздним периодом. Особое внимание исследователь уделяет включению в стены фрагментов разрушенных древних сооружений или даже могильных плит, отмечая их эстетическое и меморативное значение. Распространёнными в Византии способами украшения стен были нанесение штукатурки, посвятительных надписей и монограмм, а также включение в кирпичную кладку крестообразных орнаментов.

### Исследования
на английском языке
- Altuğ K.[тур.]. Some remarks on the building activities during the reigns of Anastasius and Justinian along the Upper Euphrates // Cappadocia and Cappadocians in the Hellenistic, Roman and Early Byzantine periods / Ed. by Ergün Laflı. — 2020. — P. 139—159. — ISBN 978-625-409-075-2.
- Arce I. Severan Castra, Tetrarchic Quadriburgia, Justinian Coenobia, and Ghassanid Diyarat: Patterns of transformation of limes Arabicus forts during late antiquity // Roman Military Architecture on the Frontiers. Armies and Their Architecture in Late Antiquity / R. Collins, M. Symonds, M. Weber (eds). — Oxbow Books, 2015. — P. 98—122. — 142 p. — ISBN 978-1-78297-991-3.
- Atanasov G. The Castelum od Durostorum-Dorostol-Drastar on the Bank of the Danube in Silistra). Силистра. — Ковачев, 2013. — 40 p.
- Aylward W. The Late Byzantine Fortifications at Pegae on the Sea of Marmara // Change in the Byzantine World in the Twelfth and Thirteenth Centuries. — 2010. — P. 342—356. — ISBN 978-975-6959-38-1.
- Băjenaru C. Minor Fortifications in the Balkan-Danubian area from Diocletian to Justinian. — Editura Mega, 2010. — 357 p. — ISBN 978-606-543-114-0.
- Bakirtzis Ch. Secular and Military Buildings // The Oxford Handbook of Byzantine Studies / E. Jeffreys, J. Haldon, R. Cormack (eds). — Oxford University Press, 2008. — P. 373—384. — 1021 p. — ISBN 978-0-19-925246-6.
- Bakirtzis N. The Visual Language of Fortification Façades: The Walls of Thessaloniki // Μνημείο και Περιβάλλον. — 2005. — Vol. 9. — P. 15—34.
- Barnes H., Whittow M. The Oxford University/British Institute of Archaeology at Ankara Survey of Medieval Castles of Anatolia (1992) Mastaura Kalesi: A Preliminary Report // Anatolian Studies. — 1992. — Vol. 43. — P. 117—135. — JSTOR 3642969.
- Birkenmeier J. W. The development of the Komnenian army. — BRILL, 2002. — Vol. 5. — 263 p. — (History of warfare). — ISBN 90-()4-11 710-5.
- Blétry S. The fortifications of Zenobia reinterpreted // City Walls in Late Antiquity: An Empire Wide Perspective / E. Intagliata, Ch. Courault, S. J. Barker (eds). — Oxbow Books Ltd, 2020. — P. 137—144. — 174 p. — ISBN 978-1-78925-36 5-8.
- Brooks A. Castles of Nortwest Greece. — Aetos Press, 2013. — 311 p. — ISBN 978-0-9575846-0-0.
- Brown A. R. The City of Corinth and Urbanism in Late Antique Greece. — ProQuest, 2008. — 398 p.
- Ciglenečki S. Between Ravenna and Constantinople: rethinking late antique settlement patterns. — Ljubljana: Založba ZRC, 2023. — 431 p. — ISBN 978-961-05-0736-9.
- Crow J. Fortifications and the Late Roman East: From Urban Walls // War and Warfare in Late Antiquity. Current Perspectives / A. Sarantis, N. Christie (eds). — BRILL, 2013. — Vol. 8. — P. 397—432. — 1084 p. — (Late Antique Archaeology). — ISBN 978-90-04-25258-5.
- Crow J. Fortification // The Archaeology of Byzantine Anatolia: From the End of Late Antiquity until the Coming of the Turks / Niewöhner P. (ed). — Oxford University Press, 2017. — P. 90—108. — 463 p. — ISBN 9780190610463.
- Ćurčić S.[англ.]. Architecture in the Balkans from Diocletian to Süleyman the Magnificent. — Yale University Press, 2010. — 913 p. — ISBN 978-0-300-11570-3.
- Curta F. Coins, Forts and Commercial Exchanges in the Sixth- and Early Seventh-Century Balkans // Oxford Journal of Archaeology. — 2017. — Vol. 36. — P. 439—454. — doi:10.1111/ojoa.12123.
- Daly L. W.[нем.]. Echinos and Justinian's Fortifications in Greece // American Journal of Archaeology. — 1942. — Vol. 46, № 4. — P. 500—508. — JSTOR 499083.
- Damian O., Vasile G. Varangians nearby the Danube Delta. About an Archaeological Discovery in the Byzantine Fortress at Nufăru, Tulcea County // SCIVA,. — 2011. — Vol. 62. — P. 275—290.
- Dey H. Art, Ceremony, and City Walls: The Aesthetics of Imperial Resurgence in the Late Roman West // Journal of Late Antiquity. — 2010. — Vol. 3, № 1. — P. 3—37. — doi:10.1353/jla.0.0065.
- De Staebler P. D. The City Wall and the Making of a Late Antique Provincial Capital // Aphrodisias Papers. — 2008. — Vol. 4. — P. 285—318.
- Dintchev V. Classification of the Late Antique Cities in the Dioceses of Thracia and Dacia // Archaeologia Bulgarica. — 1999. — Vol. 3. — P. 39—74.
- Di Segni L. Epigraphic documentation on building in the provinces of Palaestina and Arabia, 4th-7th c. // The Roman and Byzantine Near East / J. H. Humphrey (ed). — 1999. — Vol. 2. — P. 149—178. — 174 p. — (Journal of Roman Archaeology. Supplementary Series Number 31). — ISBN 1-887829-31-8.
- Foss C. Late Antique and Byzantine Ankara // Dumbarton Oaks Papers. — 1977. — Vol. 31. — P. 27—87. — JSTOR 1291403.
- Foss C. The Defences of Asia Minor against the Turks // Greek Orthodox Theological Review. — 1982. — Vol. 27. — P. 145—205.
- Foss C. The Lycian Coast in the Byzantine Age // Dumbarton Oaks Papers. — 1994. — Vol. 48. — P. 1—52. — JSTOR 1291721.
- Foss C. Survey of Medieval Castles of Anatolia II: Nicomedia. — British Institute of Archaeology at Ankara, 1996. — Vol. 21. — 75 p. — (British Institute of Archaeology at Ankara Monograph). — ISBN 1 898249 07 5.
- Foss C. The Cities of Pamphilia in the Byzantine Age // Cities, Fortresses and Villages of Byzantine Asia Minor. — Variorum, 1996a. — P. 1—62. — ISBN 0-86078-594-7.
- Gregory G. Procopius on Greece // Antiquité Tardive. — 2001. — Vol. 8. — P. 105—114. — doi:10.1484/J.AT.2.300689.
- Gregory T. The Fortified Cities of Byzantine Greece // Archaeology. — 1982. — Vol. 35, № 1. — P. 14—21. — JSTOR 41727268.
- Gregory T. The early Byzantine fortifications of Nikopolis in comparative perspective // Chrysos. — 1987. — Vol. 62. — P. 253—261.
- Gregory T. Fortification and Urban Design in Early Byzantine Greece // City, Town and Countryside in Early Byzantine Greece / R. Hohfelder (ed). — New York, 1982a. — P. 43—64.
- Gregory T. Kastro and diateichisma as responses to early byzantine frontier // Byzantion. — 1992. — Vol. 62. — P. 235—253. — JSTOR 44171628.
- Grossmann P.[нем.]. Early Christian architecture in Egypt and its relation to the architecture of the Byzantine world // Egypt in the Byzantine World, 300—700. — Cambridge University Press, 2007. — P. 103—136. — 464 p. — ISBN 978-0-521-87137-2.
- Haldon J. F., Kennedy H. The Arab-Byzantine Frontier in the Eighth and Ninth Centuries: Military Organization and Society in the Borderlands // Zbornik Radova Visantoloskog Instituta. — Belgrade, 1980. — Vol. XIX. — P. 79—116.
- Ivison E. A. Urban Renewal and Imperial Revival in Byzantium (730—1025) // Byzantinische Forschungen. — 2000. — Vol. XXVI. — P. 1—46.
- Jacobs I. Gates in Late Antiquity in the Eastern Mediterranean // BABESCH. — 2009. — Vol. 84. — P. 197—213.
- Jacobs I. The Creation of the Late Antique City: Constantinople and Asia Minor During the 'Theodosian Renaissance' // Byzantion. — 2012. — Vol. 82. — P. 113—164. — JSTOR 44173257.
- Hof C. The Late Roman City Wall of Resafa/Sergiupolis (Syria): Its Evolution and Functional Transition from Representative over Protective to Concealing // Fokus on Fortifikation. — Oxbow Books, 2016. — Vol. 2. — P. 397—412. — 732 p. — (Fokus Fortifikation Studies). — ISBN 978-1-78570-132-0.
- Kazhdan, Alexander, ed. (1991). The Oxford Dictionary of Byzantium. Oxford University Press: Oxford and New York. ISBN 0-19-504652-8.
- Kontogiannis N. D. Byzantine Fortifications: Protecting the Roman Empire in the East. — Pen and Sword Military, 2022. — 240 p. — ISBN 978-1-52674-959-8.
- Lau M. ‘Ioannoupolis’: Lopadion as ‘City’ and Military Headquarters under Emperor Ioannes II Komnenos // From Constantinople to the Frontier. The City and the Cities. — BRILL, 2016. — Vol. 106. — P. 435—464. — 520 p. — (The Medieval Mediterranean). — ISBN 978-90-04-30774-2.
- Lawrence A. W. A Skeletal History of Byzantine Fortification // The Annual of the British School at Athens. — 1983. — Vol. 78. — P. 171—227. — JSTOR 30102803.
- Liebeschuetz W.[нем.]. Decline and Fall of the Roman City. — Oxford University Press, 2001. — 479 p. — ISBN 0-19-815247-7.
- Madgearu A.[рум.]. Byzantine Military Organization on the Danube, 10th–12th Centuries. — BRILL, 2013. — Vol. 22. — 240 p. — (East Central and Eastern Europe in the Middle Ages, 450–1450). — ISBN 978-90-04-25249-3.
- von Petrikovits H. Fortifications in the North-Western Roman Empire from the Third to the Fifth Centuries A.D. // Journal of Roman Studies. — 1971. — Vol. 61. — P. 178—218. — doi:10.2307/300017.
- Saradi-Mendelovici H. The Demise of the Ancient City and the Emergence of the Mediaeval City in the Eastern Roman Empire // Echos du monde classique: Classical views. — 1988. — Vol. XXXII, № 7. — P. 265—401.
- Saradi H. The Kallos of the Byzantine City: The Development of a Rhetorical Topos and Historical Reality // Gesta. — 1995. — Vol. 34, № 1. — P. 37—56. — JSTOR 767123.
- Sarantis A. Fortifications in Africa: A bibliography Essay // War and Warfare in Late Antiquity. Current Perspectives / A. Sarantis, N. Christie (eds). — BRILL, 2013. — Vol. 8. — P. 297—316. — 1084 p. — (Late Antique Archaeology). — ISBN 978-90-04-25258-5.
- Sarantis A. Fortifications in the East: A bibliography Essay // War and Warfare in Late Antiquity. Current Perspectives / A. Sarantis, N. Christie (eds). — BRILL, 2013a. — Vol. 8. — P. 317—370. — 1084 p. — (Late Antique Archaeology). — ISBN 978-90-04-25258-5.
- Shahîd I. Byzantium and the Arabs in the Sixth Century. — Dumbarton Oaks, 2002. — Vol. II, Part 1. — 468 p.
- Stone A. F. Dorylaion revisited. Manuel I Komnenos and the refortification of Dorylaion and Soublaion in 1175 // Revue des études byzantines. — 2003. — Vol. 61. — P. 183—199. — doi:10.3406/rebyz.2003.2276.
- Theocharaki A. M. The Ancient Circuit Walls of Athens. — Berlin/Boston: De Gruyter, 2020. — 448 p. — ISBN 9783110638202.
- Theocharides P. L. Recent research into Athonite monastic architecture, tenth-sixteenth centuries // Mount Athos and Byzantine monasticism: Papers from the Twenty-eighth Spring Symposium of Byzantine Studies, Birmingham, March 1994 / A. Bryer, M. Cunningham (eds). — Variorum, 1996. — Vol. 4. — P. 205—222. — 278 p. — (Society for the Promotion of Byzantine Studies Publications). — ISBN 0-86078-551-3.
- Toynbee A. Constantine Porphyrogenitus and his World. — London: Oxford University Press, 1973. — 768 p. — ISBN 0 19 215253 X.
- Veikou M. Byzantine Epyrus. A Topography of Transformation. Settlements of the Seventh-Twelfth Centuries in Southern Epirus and Aetoloacarnania, Greece. — Leiden: BRILL, 2012. — 623 p. — (The Medieval Mediterranean, vol. 45). — ISBN 978-90-04-22746-0.
- Voyadjis S. The 'Tzimiskes' tower of the Great Lavra Monastery // Mount Athos and Byzantine monasticism: Papers from the Twenty-eighth Spring Symposium of Byzantine Studies, Birmingham, March 1994 / A. Bryer, M. Cunningham (eds). — Variorum, 1996. — Vol. 4. — P. 189—204. — 278 p. — (Society for the Promotion of Byzantine Studies Publications). — ISBN 0-86078-551-3.
- Whittow M. Rural Fortifications in Western Europe and Byzantium, 10th—12th century // Bosporos - Court, City and Country in Byzantium / S. Eftymiades, C. Rapp, D. Tsougarakis (eds). — 1995. — P. 56—74.
- Wozniak F. E. The Justinianic Fortification of Interior Illyricum // City, Town and Countryside in the Early Byzantine Era / R. L. Hohlfelder (ed). — Columbia University Press, 1982. — P. 199—209. — 209 p. — ISBN 0-880330-013-9.

на болгарском языке
- Динчев В. Ранновизантийските крепости в България и съседните земи (в диоцезите Thracia и Dacia). — София : АИМ-БАН, 2006. — 140 с. — ISSN 0205-0722.
- Иванов Т.[болг.]. Абритус: Римски кастел и ранновизантийски град в Долна Мизия. Топография и укрепителна система на Абритус. — Издательство БАН, 1980. — 256 с.
- Овчаров Д. С. Византийски и български крепости V—X век. — Издательство БАН, 1982. — 171 с.
- Торбатов С. Терминология за фортификационните съоръжения през римската и ранновизантийската епоха // Археология на българските земи / Р. Иванов (ред.). — София : ИВРАЙ, 2004. — Т. I. — С. 31—48. — 313 с. — ISBN 954-9388-02-6.

на греческом языке
- Μπακιρτζής Ν. Τα τείχη των βυζαντινών πόλεων: Αισθητική, ιδεολογίες και συμβολισμοί // Οι βυζαντινές πόλεις (8ος–15ος αιώνας) / Tonia Kiusopulu (ed. — Ekdoseis Philosophikes Scholes Panepistemiu Kretes, 2012. — P. 139—158. — 296 p. — ISBN 978-960-9430-06-7.
- Τανου Σ. Τυπολογία βυζαντινών πύργων σε οχυρωματικούς περιβόλους του βορειοελλαδικού χώρου: μια πρώτη προσέγγιση // Κτίτωρ. Αφιέρωμα στον δάσκαλο Γεώργιο Βελένη / Ioannes D. Barales, Phlora Karagianne (eds.). — Mygdonia, 2017. — P. 337—352. — 488 p. — ISBN 978-618-5034-26-9.

на немецком языке
- Eberhard H. Byzantinische Burgen auf den Kykladen, ihre Rolle und Bedeutung // JÖB. — 1986. — Vol. 36. — P. 157—189.
- Milinković M. ,Frühbyzantinische Befestigungen‘ als Siedlungsgrundeinheit im Illyricum des 6. Jahrhunderts // Focus on Fortification. New Research on Fortifications in the Ancient Mediterranean and the Near East / Frederiksen R., Müth S., Schneider P. I., Schnelle M. (eds.). — Oxford Books, 2016. — Vol. 18. — P. 506—516. — 732 p. — (Monographs of the Danish Institute at Athens). — ISBN 978-1-78570-131-3.
- Niewöhner P. Archäologie und die „Dunklen Jahrhunderte“ im byzantinischen Anatolien // Post-Roman Towns, Trade and Settlement in Europe and Byzantium / Brandes W., Demandt A., Krasser H., Leppin H., Möllendorff P. (eds.). — De Gruyter, 2007. — Vol. 5/2. — P. 119—157. — 707 p. — (Millennium Studies). — ISBN 9783110218831.

на русском языке
- Люттвак Э. Стратегия Византийской империи = The Grand Strategy of the Byzantine Empire. — М.: Университет Дмитрия Пожарского, 2010. — 664 с. — ISBN 978-5-91244-015-1.
- Погодин П. Д., Вульф О. Ф. Никомидiя // ИРАИК. — Одесса: «Экономическая» типография, 1897. — Т. II. — С. 77—184.

на французском языке
- Diel Ch. L’Afrique byzantine. Histoire de la domination Byzantine en Afrique (533-709). — Paris : Ernest Leroux, 1896. — 644 p.
- Glykatzi-Ahrweiler H. Les forteresses construites en Asie Mineure face à l'invasion Seldjoucide // Akten des XI. Internationalen Byzantinistenkongresses. — 1960. — P. 182—189.
- Fourdrin J.-P. L'association de la niche et de l'archère dans les fortifications élevées en Syrie entre le VIe et le XIIe siècle // Syria. — 1998. — Vol. 75. — P. 279—294. — JSTOR 4199252.
- Kondić V. Les formes des fortifications protobyzantines dans la région des Portes de fer // Publications de l'École française de Rome. — 1984. — Vol. 77, № 1. — P. 131—161.